# Colonna

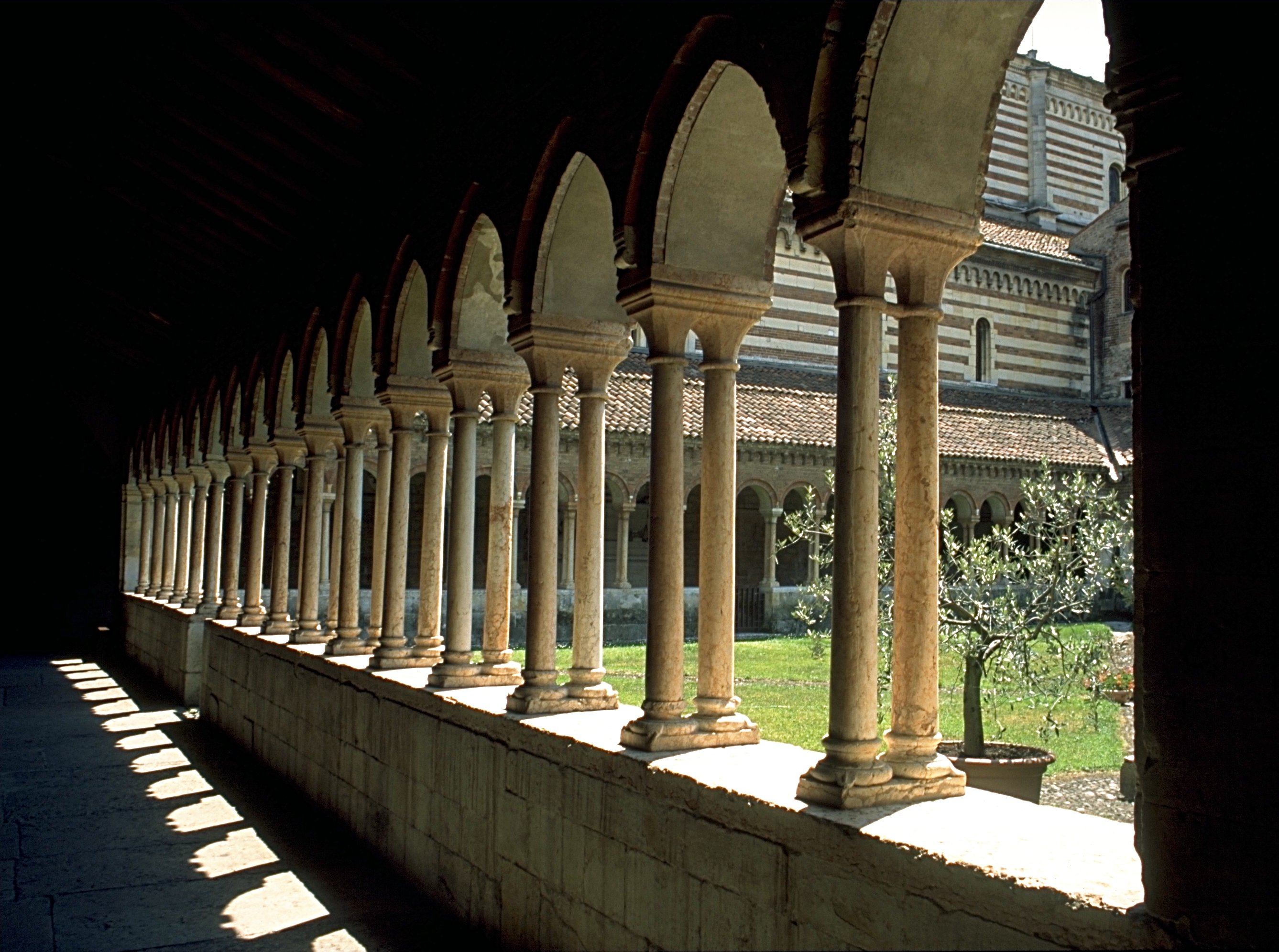
Portico a colonne binate (Chiostro di San Zeno Maggiore, Verona)

La colonna è un elemento architettonico verticale portante di sezione circolare formato generalmente da base, fusto e capitello; se la sezione del fusto ha una qualunque altra forma che non sia il cerchio, si parla più propriamente di pilastro.

## Storia

### Egitto
Nell'antica architettura egizia già nel 2600 a.C. l'architetto Imhotep fece uso di colonne di pietra la cui superficie era scolpita per rappresentare la forma di gruppi di canne di papiro, loto e palma. Scolpite nella pietra, le colonne erano riccamente decorate con geroglifici, testi, immagini rituali e motivi naturali intagliati e dipinti. Esempi di colonne egiziane si trovano nella grande sala ipostila di Karnak (circa 1224 a.C.), che contiene 134 colonne allineate in 16 file, con alcune colonne che raggiungono altezze di 24 metri.
Un tipo di colonna molto usata nell'Antico Egitto è la colonna papiriforme. L'origine di queste colonne risale alla V dinastia. Sono composte da steli di loto (papiro): il capitello, invece di aprirsi a forma di campanula, si gonfia e poi si restringe di nuovo come un bocciolo. La base si assottiglia per assumere la forma di una semisfera come lo stelo del loto.
Jean-François Champollion definì "protodorica" la colonna con fusto scanalato del tempio di Beit el-Wali.

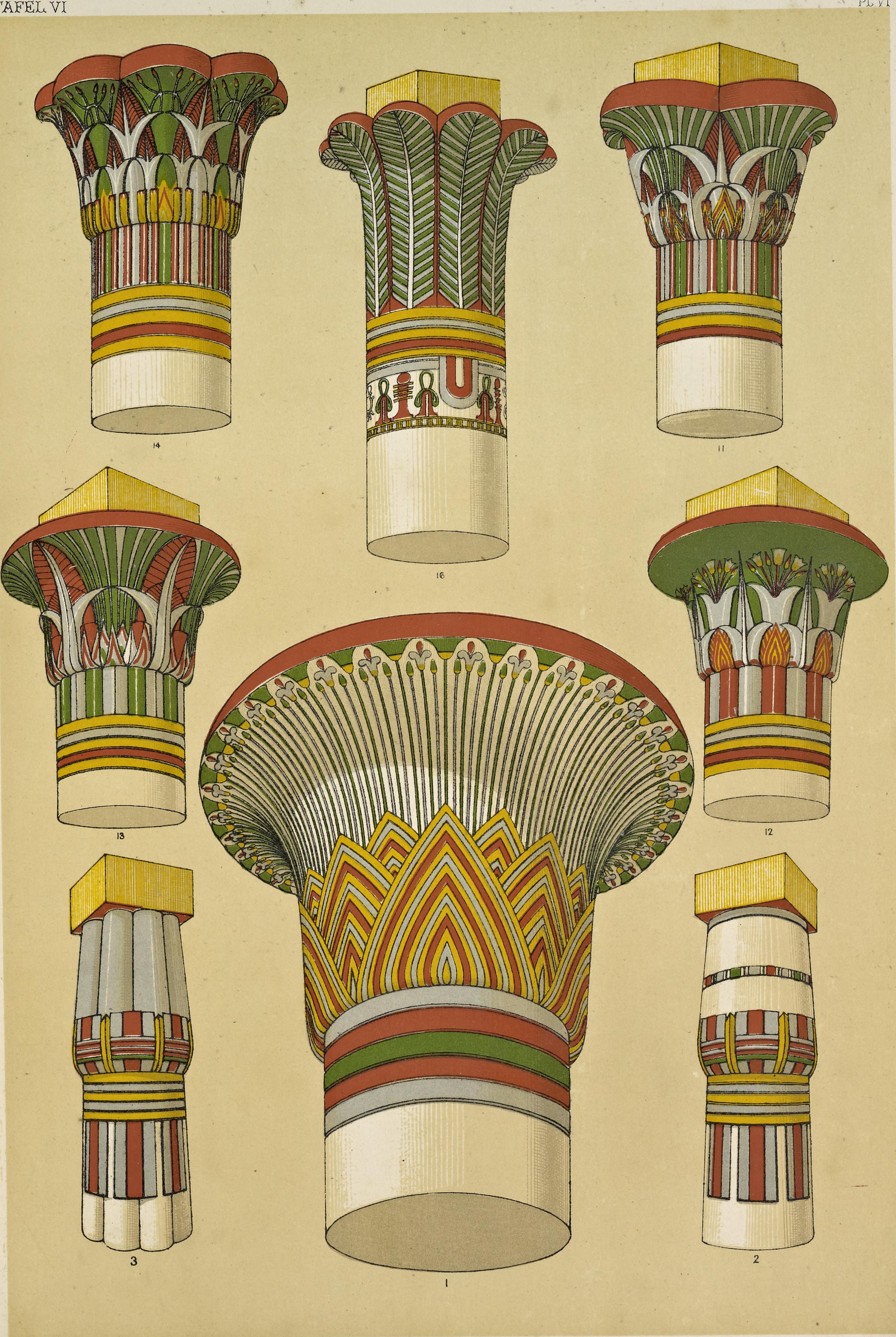
Capitelli papiriformi
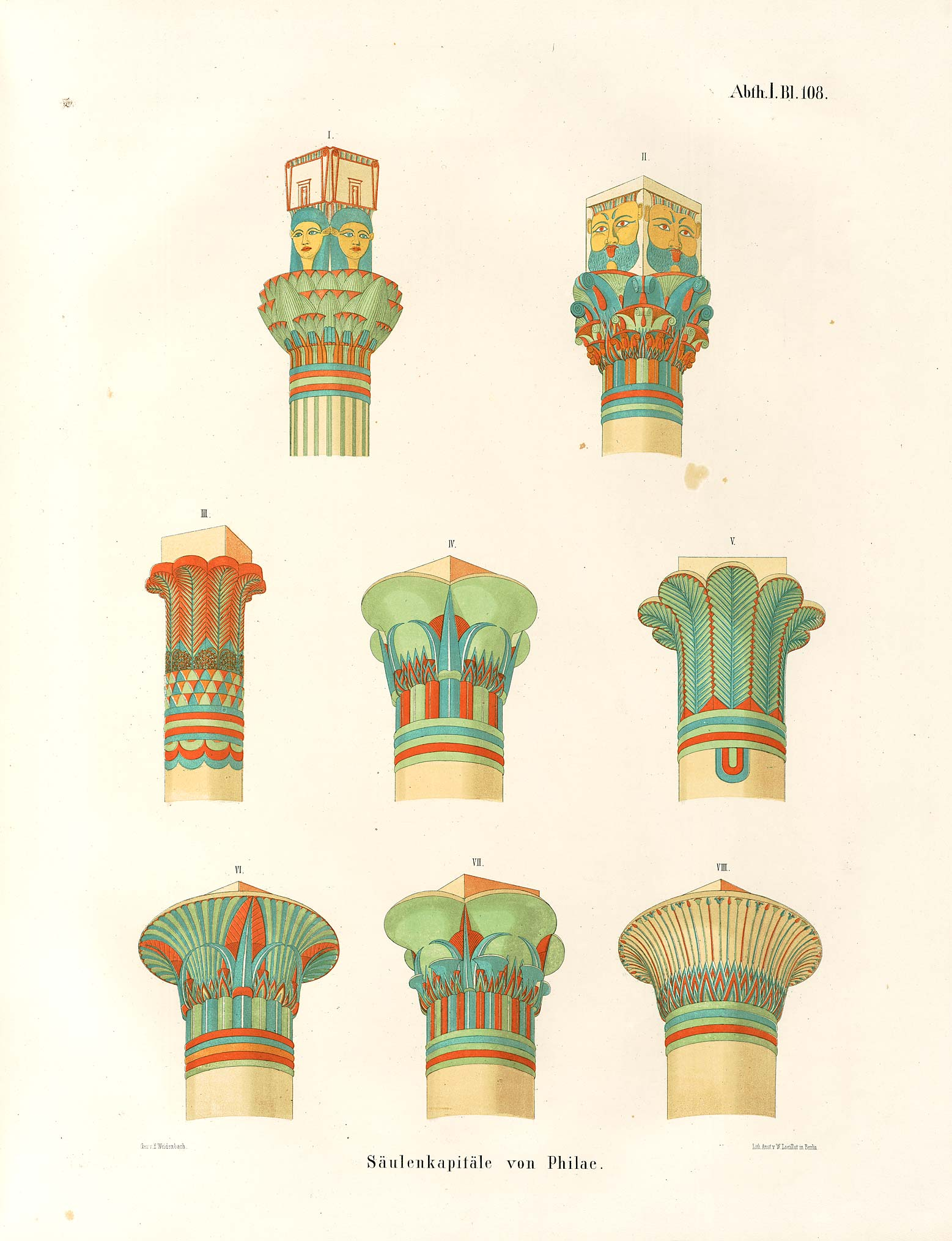
Vari tipi di capitelli illustrati dall'egittologo Karl Richard Lepsius
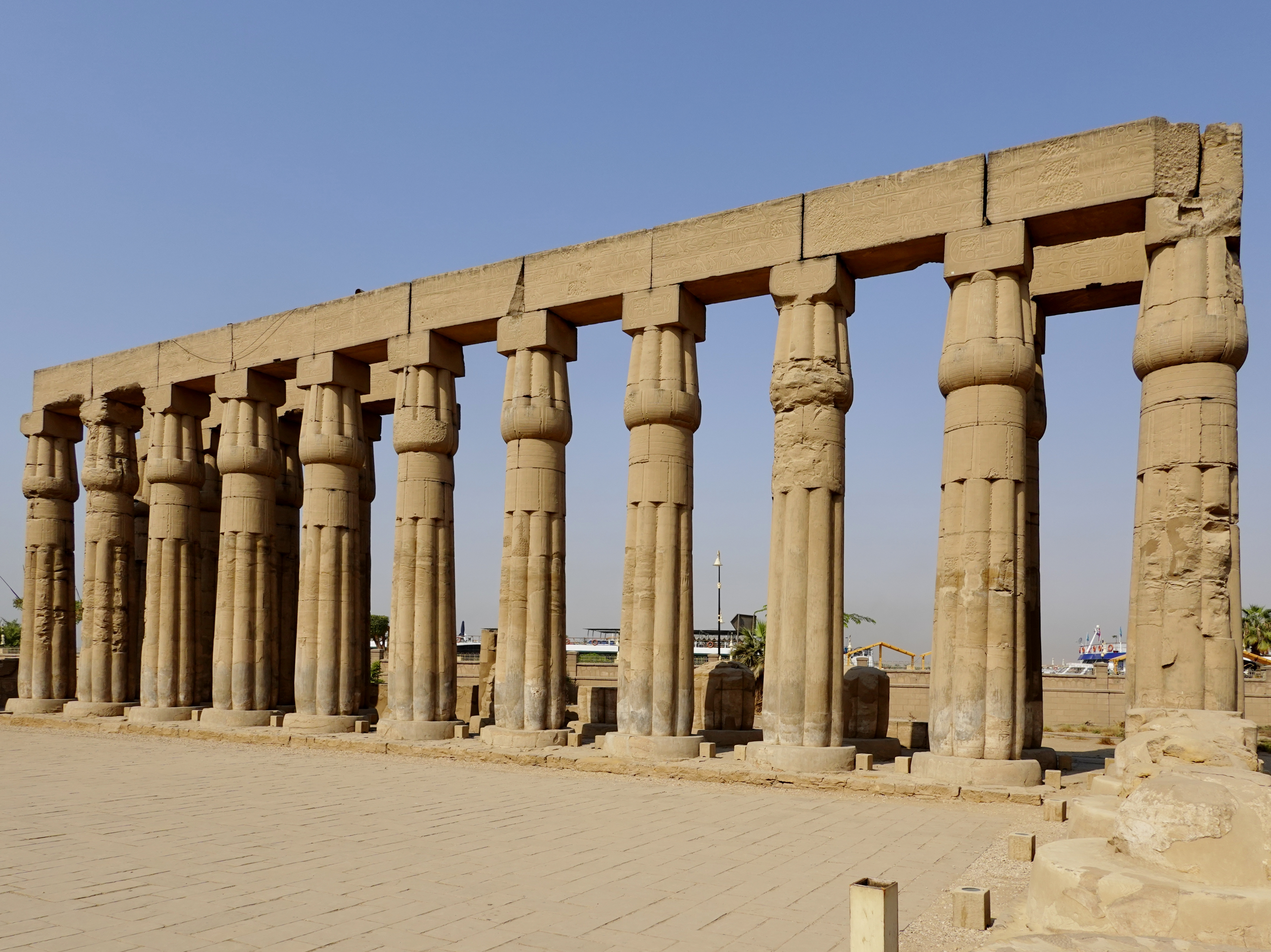
Colonne papiriformi nel tempio di Luxor
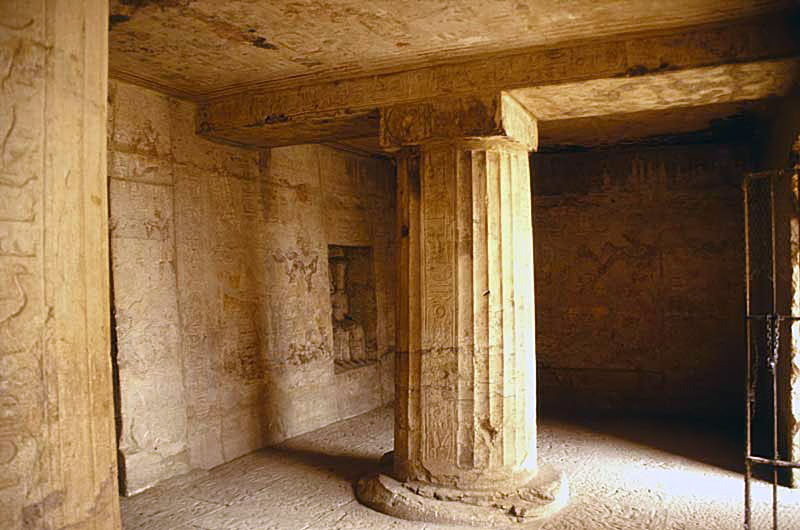
Colonne protodoriche nel tempio di Beit el-Wali

### Persia

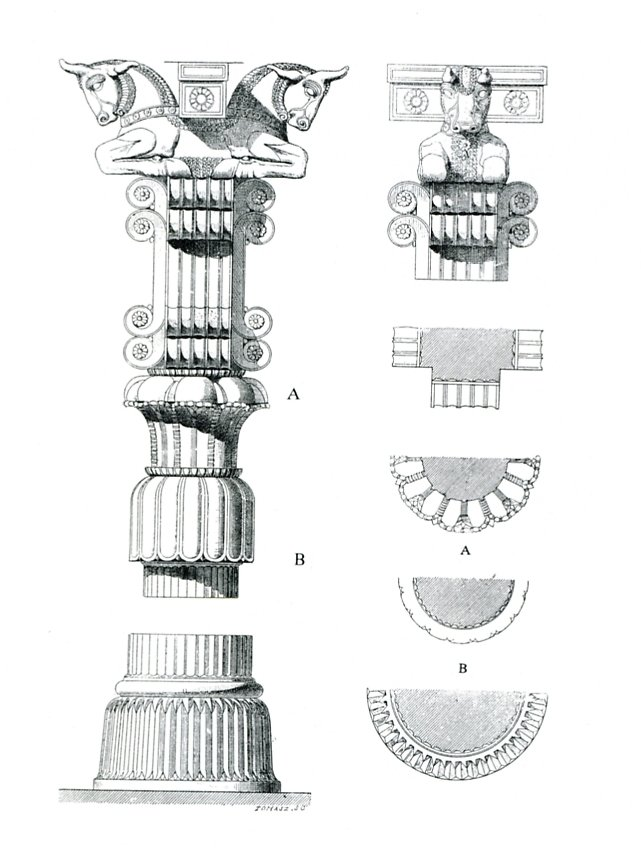

Alcune delle colonne più elaborate nel mondo antico erano quelle dei persiani, in particolare le imponenti colonne di pietra erette a Persepoli,che includevano strutture a doppio toro nei loro capitelli.

La sala delle cento colonne di Persepoli, che misura 70×70 metri, fu costruita dal re achemenide Dario I (524-486 a.C.) e contiene colonne alte con capitelli a testa di toro usate per i portici e per sostenere i tetti dell'ipostilo, in parte ispirati all'antico precedente egiziano. Poiché le colonne sostenevano travi di legno anziché pietra, potevano essere più alte, più sottili e più distanziate di quelle egiziane.

### Antica Grecia e Roma

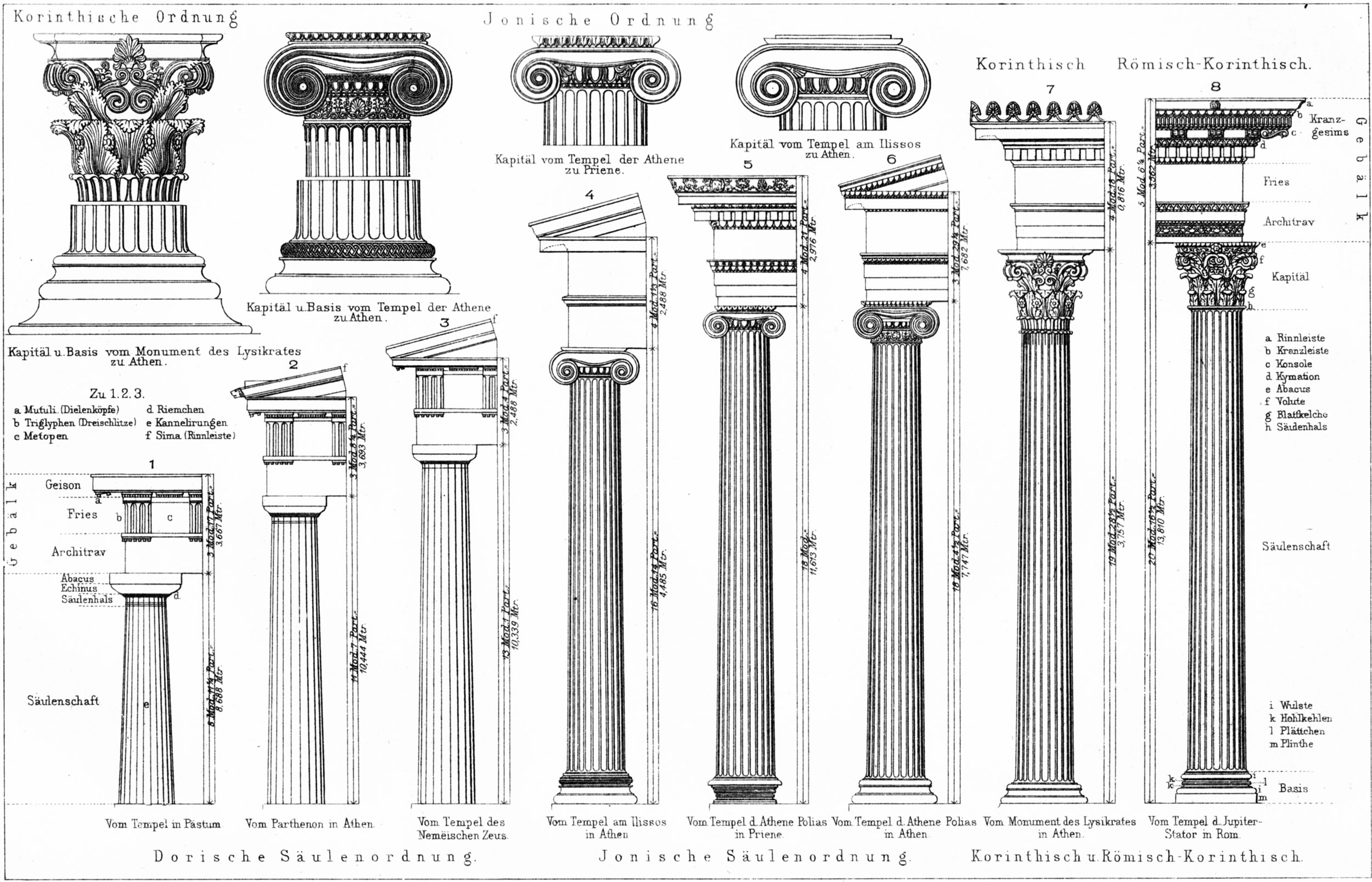
Colonne doriche (prime 3 a sinistra), ioniche (3 centrali) e corinzie (2 a destra).

- Colonna dorica: è composta da due elementi: fusto e capitello, uniti rispettivamente dal collarino. Il fusto di questa colonna è rastremato verso l'alto, vale a dire che il diametro di base è maggiore di quello del collarino. A circa un terzo della sua altezza però la colonna presenta un rigonfiamento detto éntasi la cui funzione è quella di correggere la percezione ottica della colonna che altrimenti sembrerebbe innaturalmente sottile. Il fusto dorico è scanalato, ovvero percorso da una serie di scanalature a spigoli vivi che permette, alla luce del sole, una netta individuazione delle fasce di luce alternate con le fasce di ombra. Le scanalature normalmente risultano 20 o 22 poco profonde ed unite da uno spigolo vivo.

- Colonna ionica: il fusto ha la caratteristica di appoggiare su una base, a differenza dell'ordine dorico ove esso poggia direttamente sullo stilobate. Tale base può assumere, a seconda del periodo e al luogo di costruzione, fogge differenti. Quella più diffusa è la base attica che si compone di due elementi principali: tori e scozie. Il toro è una modanatura a forma semicircolare mentre la scozia è una modanatura concava a forma di canale. Il fusto più slanciato di quello dorico, presenta normalmente da 20 a 24 scanalature semicircolari separate da un listello

- Colonna corinzia: alla base è a volte rialzata dal plinto, un parallelepipedo molto basso che permette al fusto di essere maggiormente slanciato. La colonna è relativamente sottile e fa del tempio corinzio il più aggraziato tra tutti. Il fusto presenta 24 scanalature separate da un listello come nello stile ionico.
- Colonna tuscanica: Vitruvio ne fornisce una descrizione solo sommaria, a differenza dall’ordine dorico da cui deriva il fusto appoggia su una base e il capitello, sotto l'abaco e l'echino, abbastanza simili a quelli dorici, presenta un breve tamburo separato con una sottile modanatura dal fusto. Il fusto, che era in legno, si suppone che in antichità fosse rivestito di scanalatura a stucco. Oggi ci è noto solo attraverso i recuperi rinascimentali che lo presentano liscio.

### Medioevo
Le colonne, o almeno quelle esterne strutturali di grandi dimensioni, sono diventate molto meno significative nell'architettura del Medioevo. Le forme classiche furono abbandonate sia nell'architettura bizantina che in quella romanica e gotica in Europa a favore di forme più flessibili, con capitelli che spesso usavano vari tipi di decorazione a fogliame, e in Occidente scene con figure scolpite in rilievo.
Durante il periodo romanico, i costruttori continuarono a riutilizzare e imitare antiche colonne romane ove possibile.
Nel medioevo furono adottate anche eleganti colonne tortili, spesso decorate con mosaici.

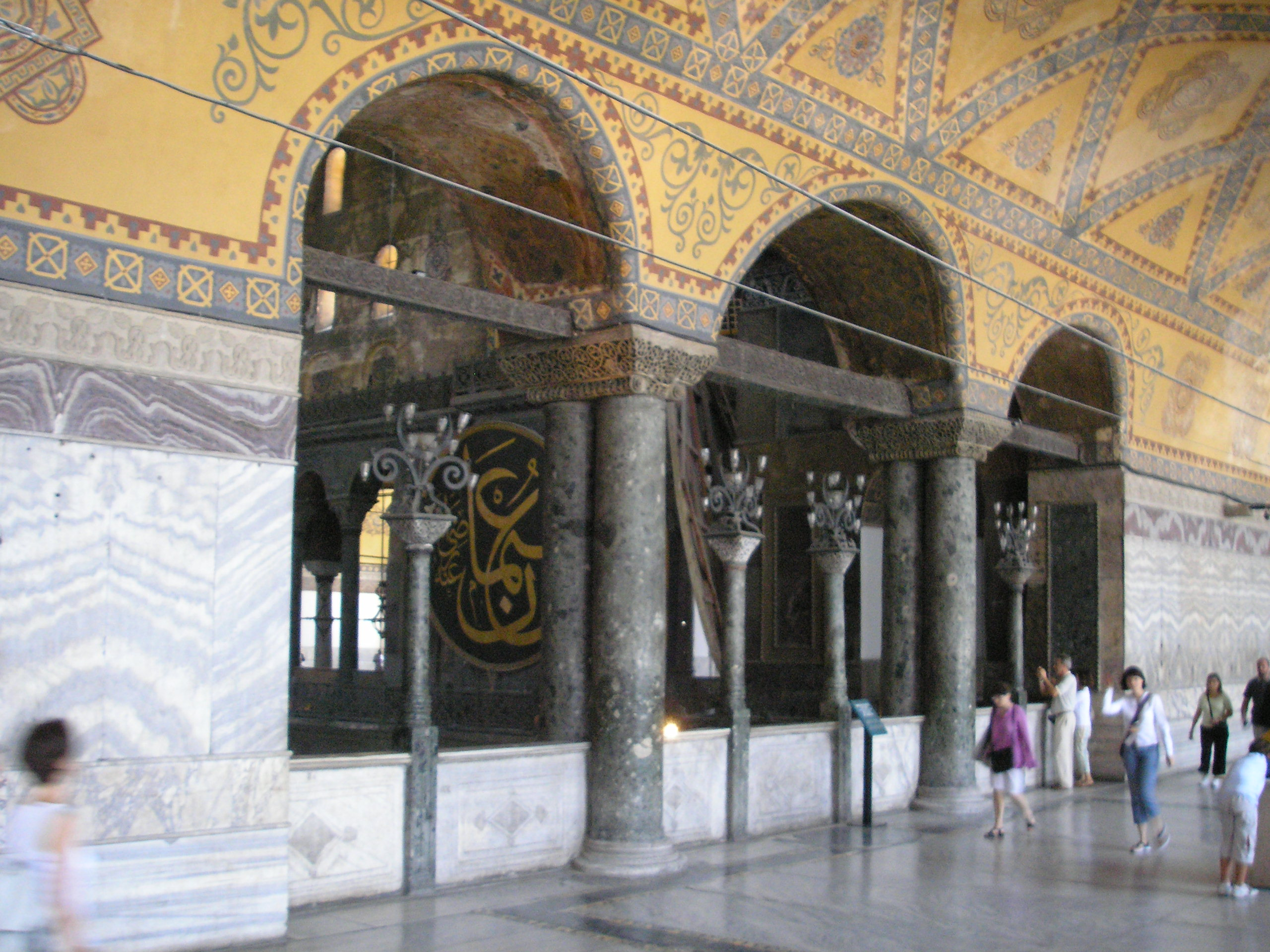
Colonne bizantine di Hagia Sophia, Istanbul.
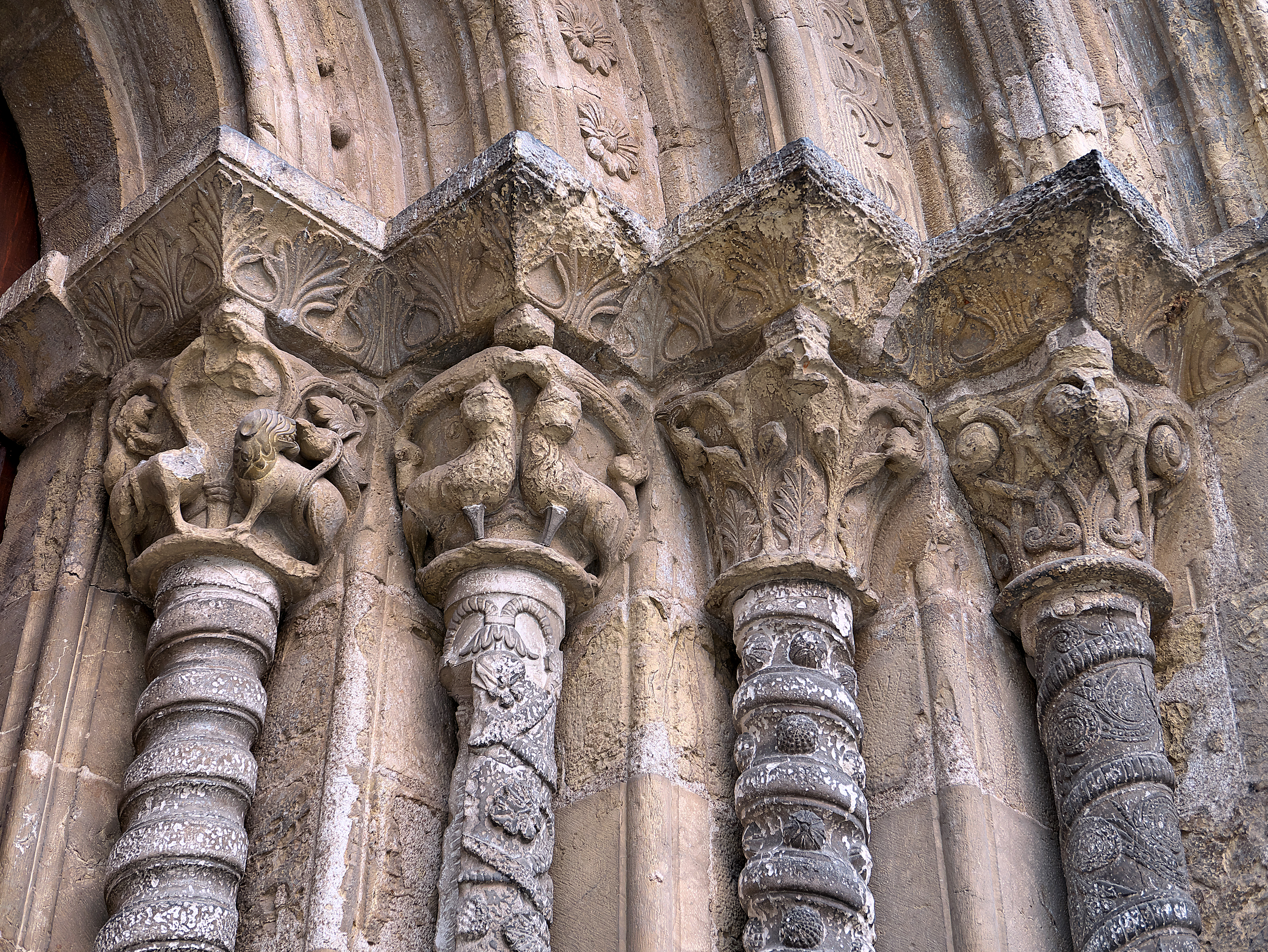
Colonne romaniche del XII secolo, chiesa di Santiago, Coimbra.
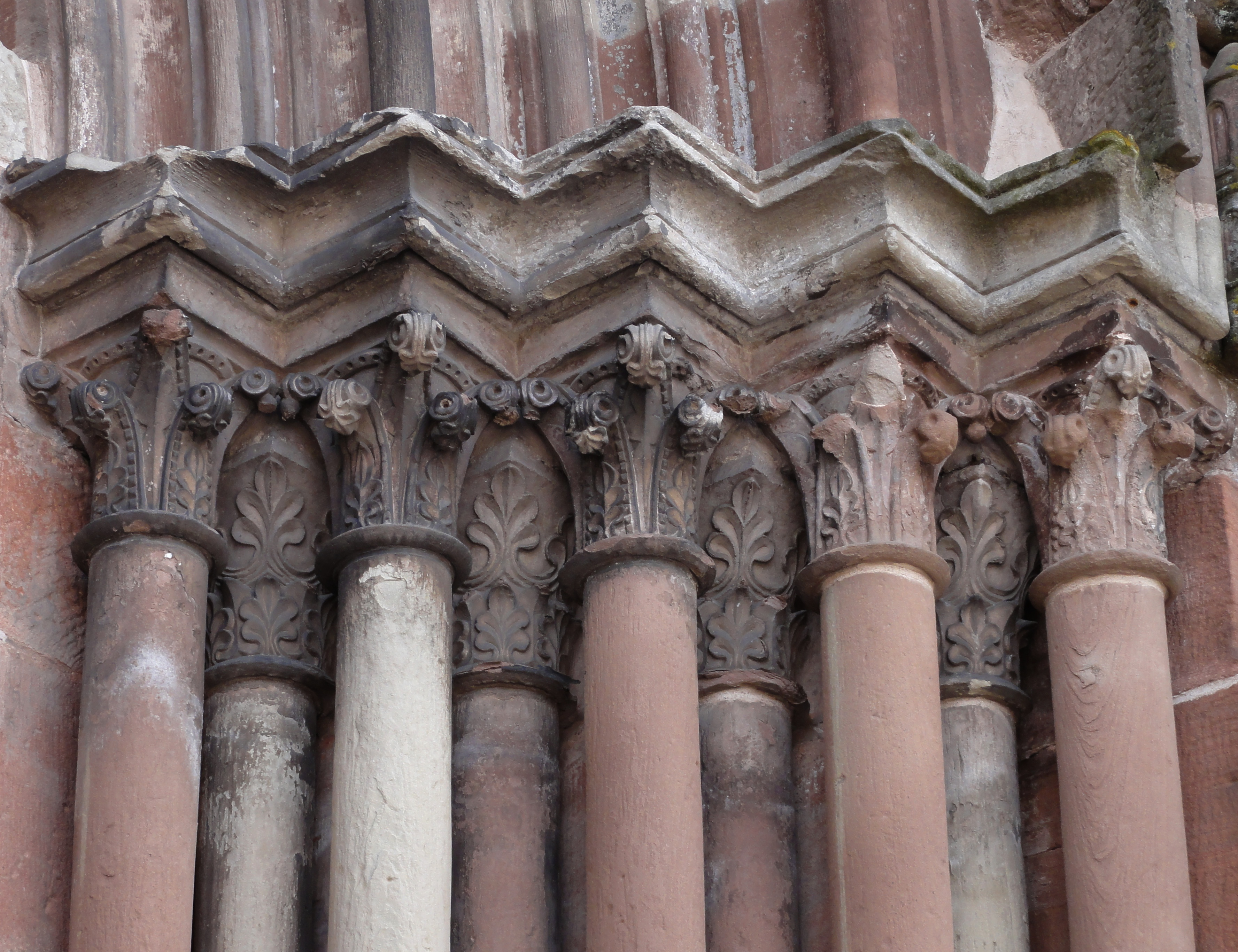
Colonne gotiche, chiesa di Saint-Pierre-et-Paul, Neuwiller-lès-Saverne.
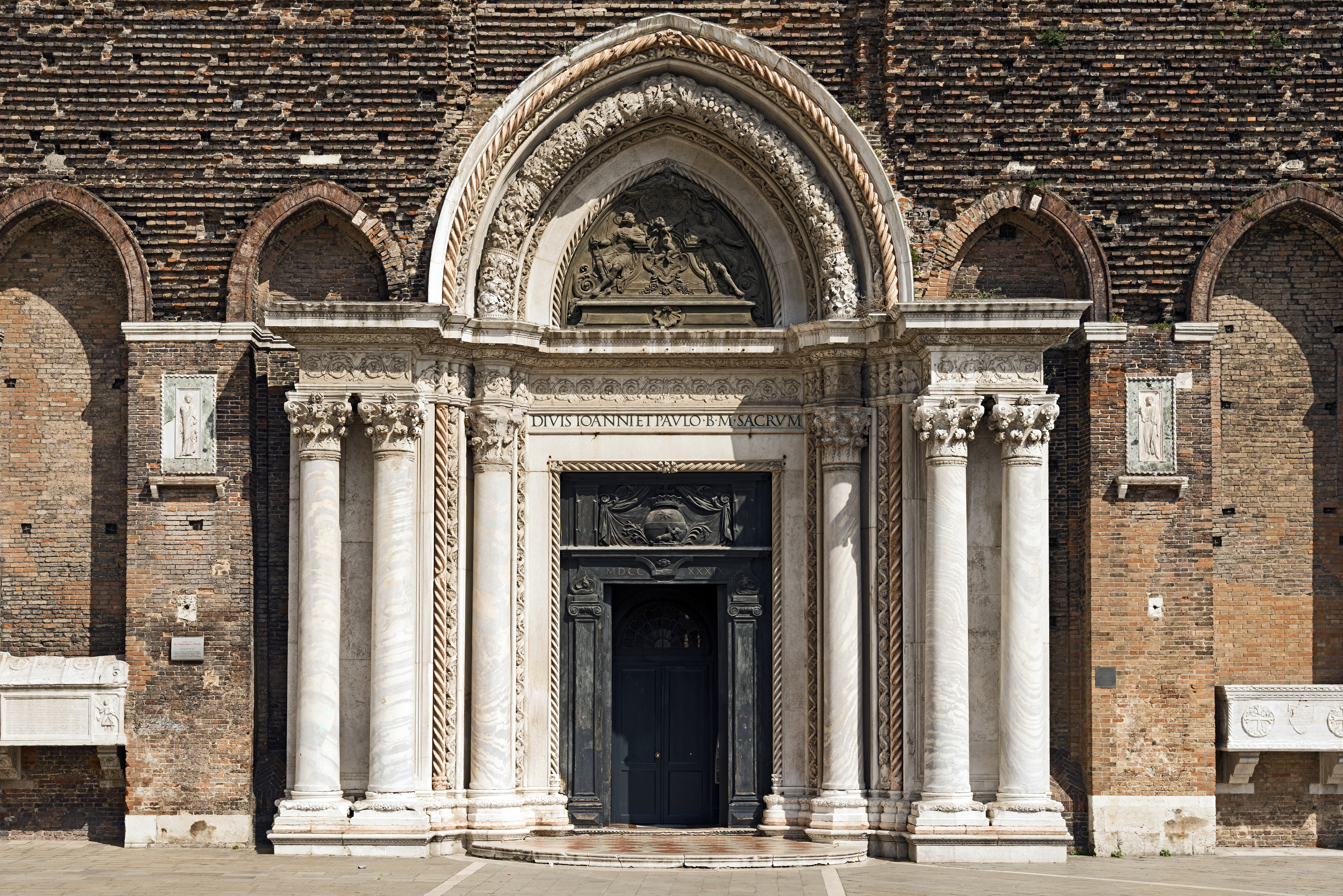
Colonne tardo gotiche del portale di Santi Giovanni e Paolo, Venezia, XV secolo.

## Nomenclature diverse
Oltre alle ordinarie definizioni per stile vengono assegnate diverse altre denominazioni alla colonna, a seconda del posizionamento, della lavorazione o della funzione diversa da quella di sostegno architettonico.
In rapporto con l'edificio
- colonna alveolata, se è libera ma vicina al muro più propriamente quando è parzialmente inserita in un leggero alveo predisposto nella parete;
- semicolonna, se è incassata nel muro e il diametro del fusto sporge dalla parete per metà o tre quarti;
- lesena, elemento sporgente di poco dalla parte a base quadrangolare dalla parete, ma con funzione esclusivamente decorativa facendo parte del rivestimento, è solitamente associata ai pilastri tuttavia rappresenta talvolta la proiezione di una vera colonna più esterna e ne ricalca gli ordini;
- parasta, come la lesena, a differenza di questa è inglobata nella parete e ha una vera funzione strutturale;
- colonne binate quando si presentano a coppie ravvicinate disposte sia nella profondità dei muri che sostengono sia secondo l'andamento frontale della parete.

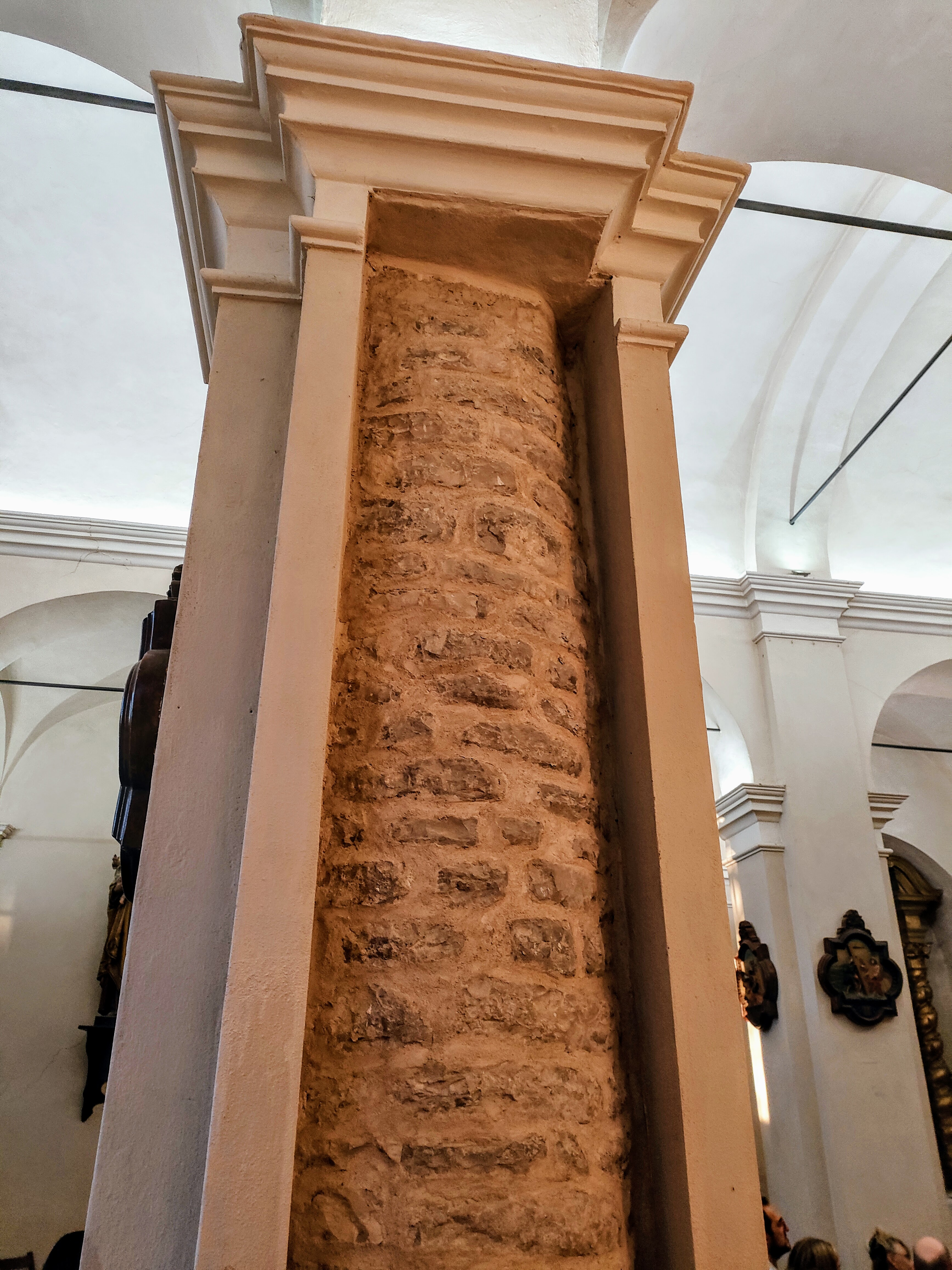
Colonna originale con rivestitimento di epoca successiva

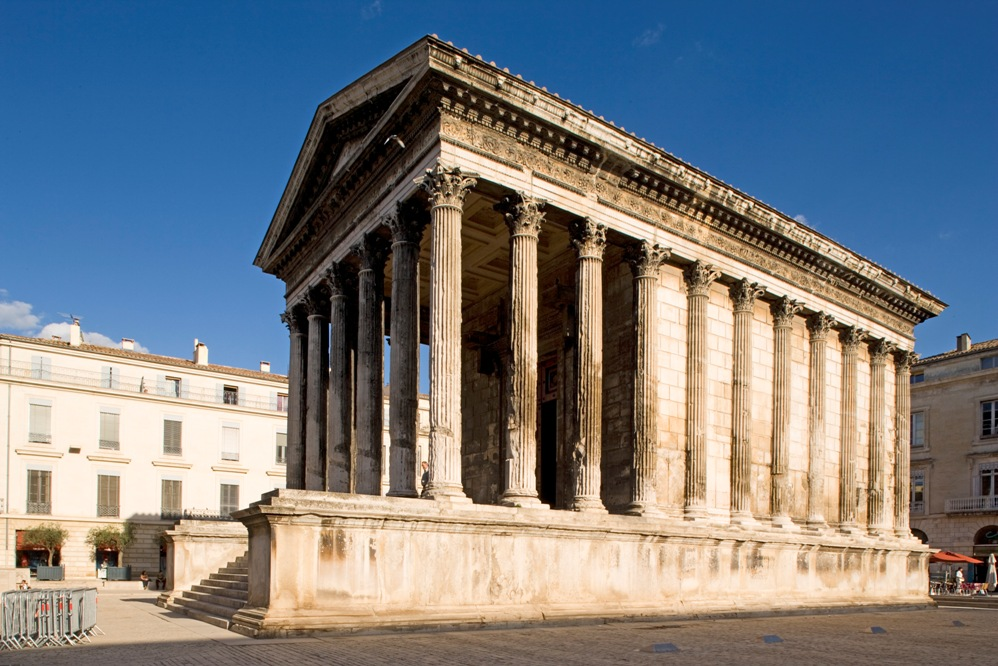
Semicolonne nella parte chiusa della Maison Carrée di Nîmes, 10 a,C, circa .
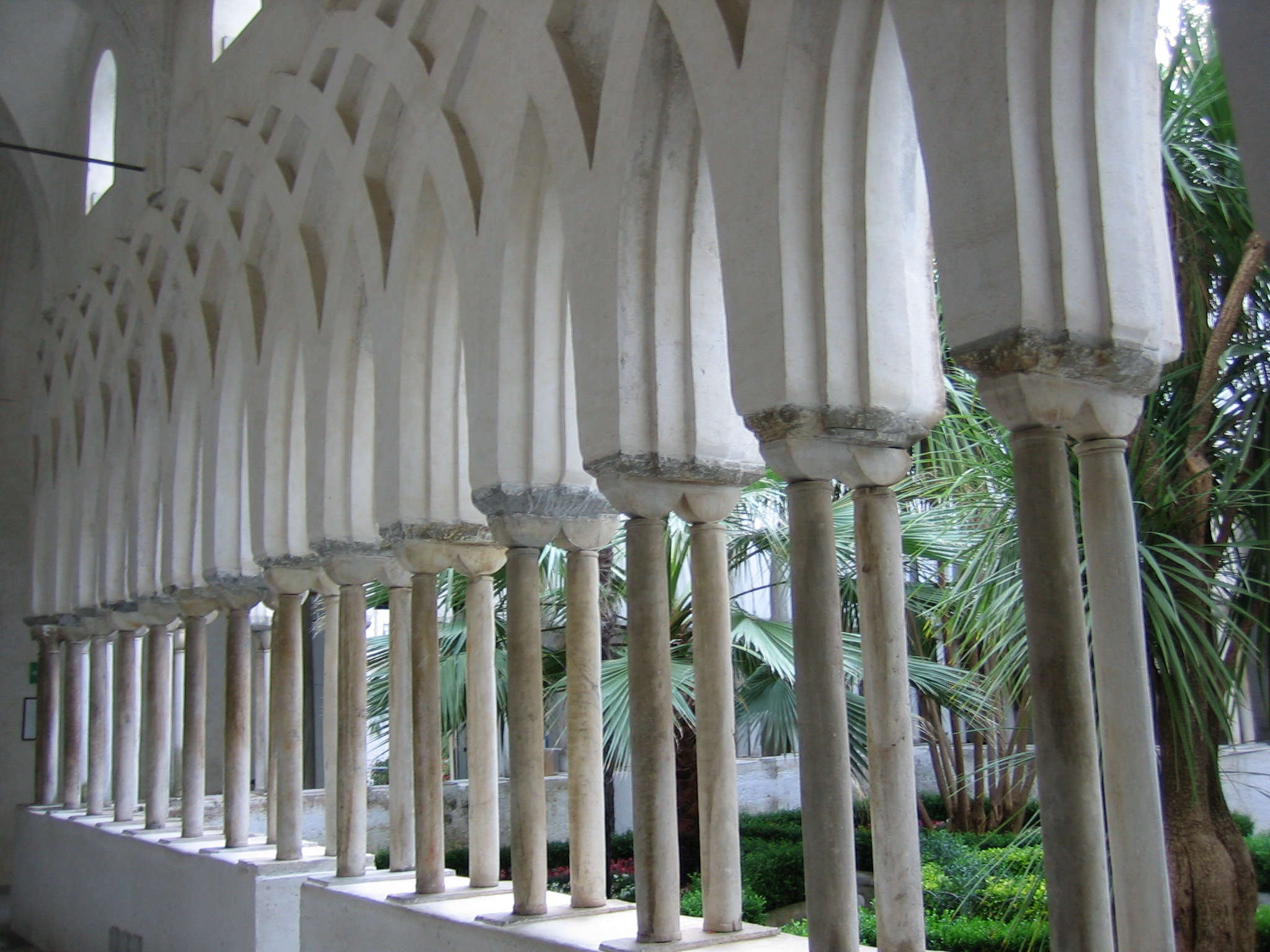
Colonne binate nel chiostro del Paradiso, Amalfi, XIII secolo.
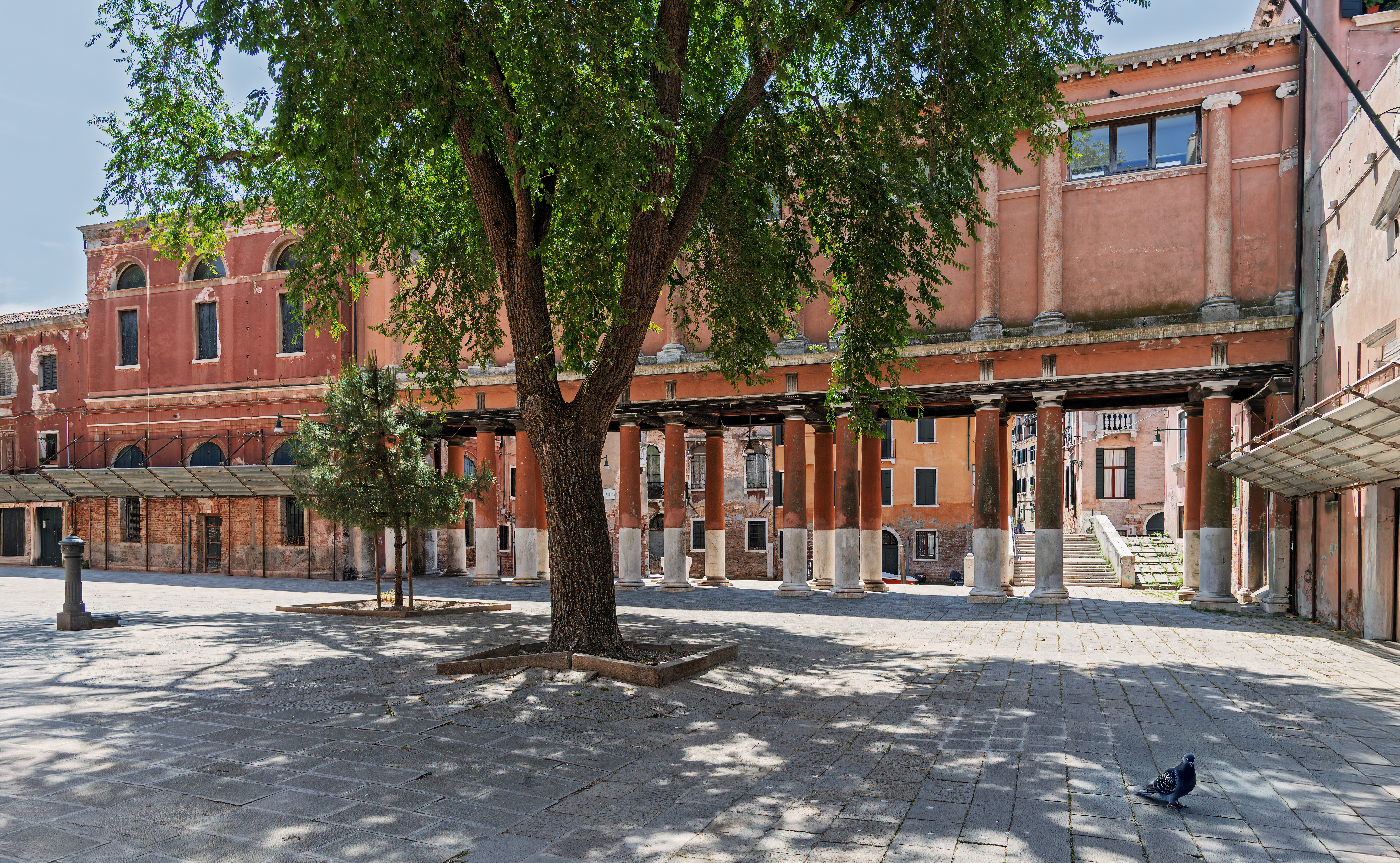
Doppio ordine di colonne binate, galleria della Nunziatura, Venezia, XVII secolo.
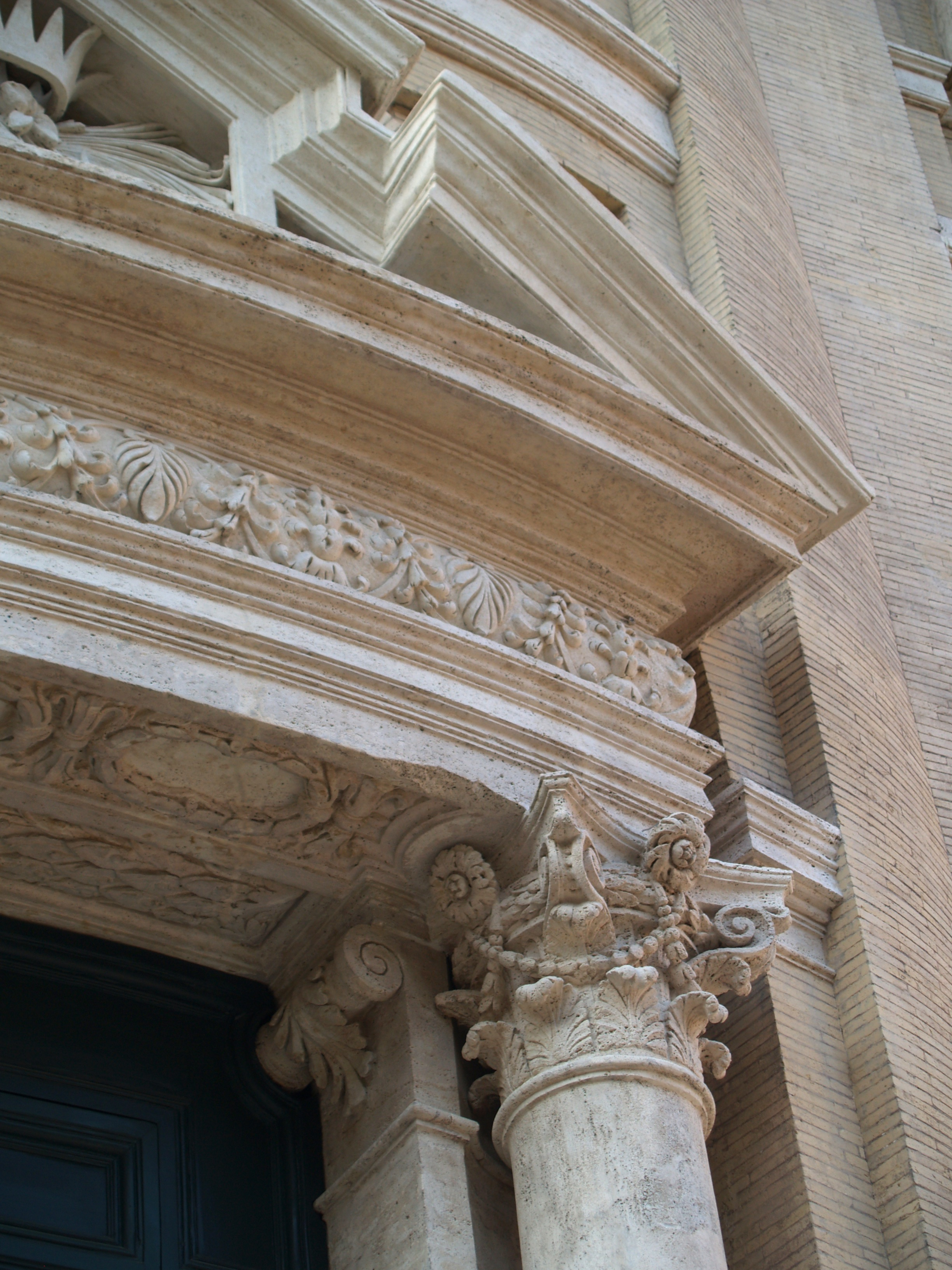
Esempio di lesena o parasta come proiezione della colonna antistante, Oratorio dei Filippini, Roma, XVII secolo.

Secondo la lavorazione del fusto
- colonna liscia, se il fusto non presenta scanalature;
- colonna scanalata, se il fusto è solcato da scanalature verticali[1];
- colonna rudentata, quando le scanalature sono riempite fino a un terzo di altezza dalla base da una modanatura a bastoncino;
- colonna a spirale o strigilata sono definizioni non canoniche utilizzata per descrivere le colonne il cui le scanalature si avvolgono attorno alla superficie del fusto, un classico esempio sono le colonne del portico di San Lorenzo fuori le mura;  il termine strigilato è più adatto per gli effetti ondulati presenti sulle superficie di alcuni sarcofagi di età imperiale;
- colonna tortile o colonna salomonica, quando ha il fusto ritorto a forma di spirale, tipica dello stile barocco – ma era già presente eccezionalmente nella pergula della basilica costantiniana di San Pietro – nel romanico, dove viene denominata soltanto tortile o a tortiglione, si presenta con un aspetto più esile;
- colonna bugnata quando è costituita da bugne, spesso in alternanza a elementi lisci;
- colonna a fascio, se il fusto risulta da un insieme di colonne e colonnine, tipica dell'architettura gotica (vedi anche pilastro a fascio).

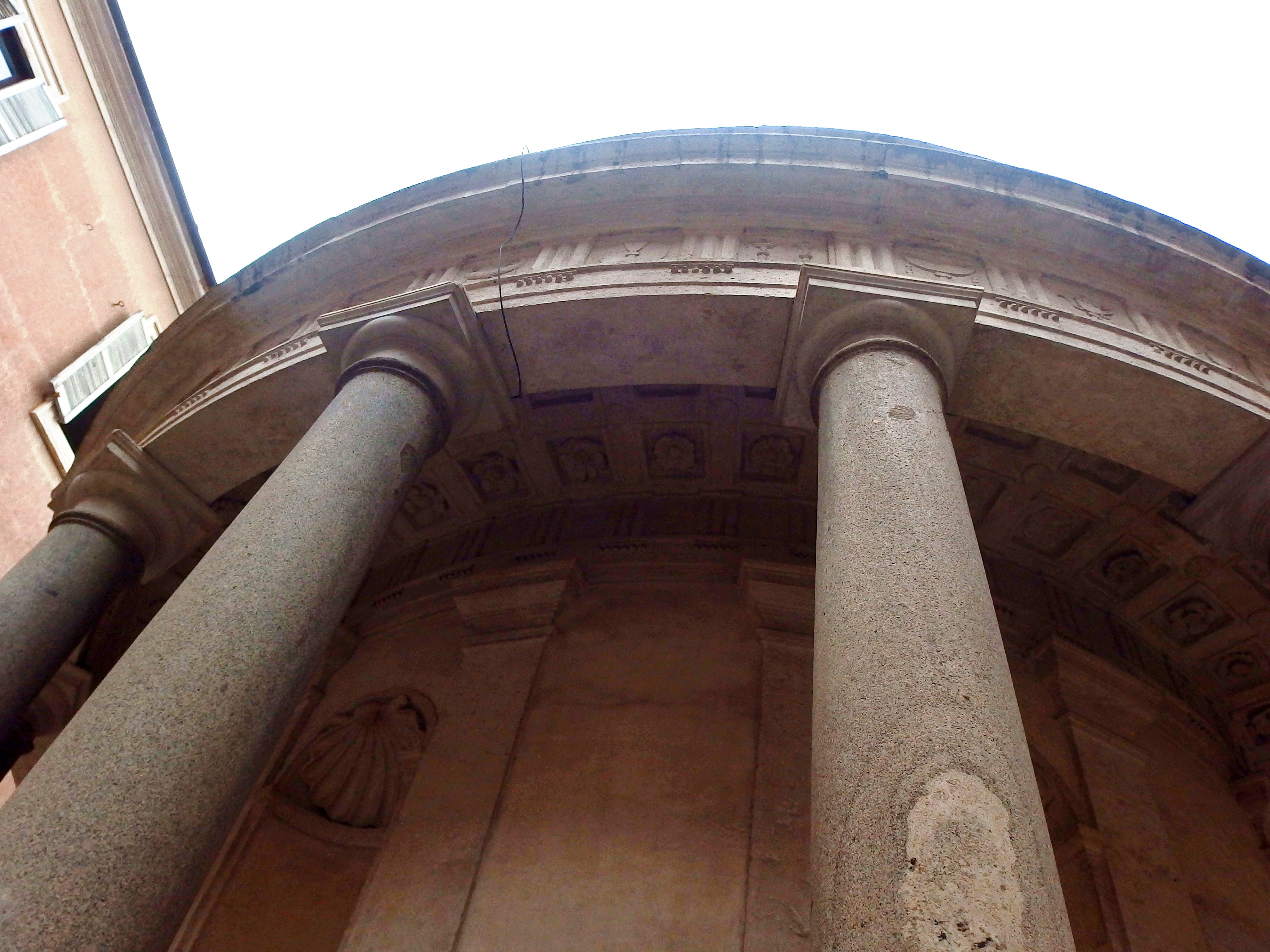
Colonne lisce del Tempietto del Bramante, Roma, inizio XVI secolo.
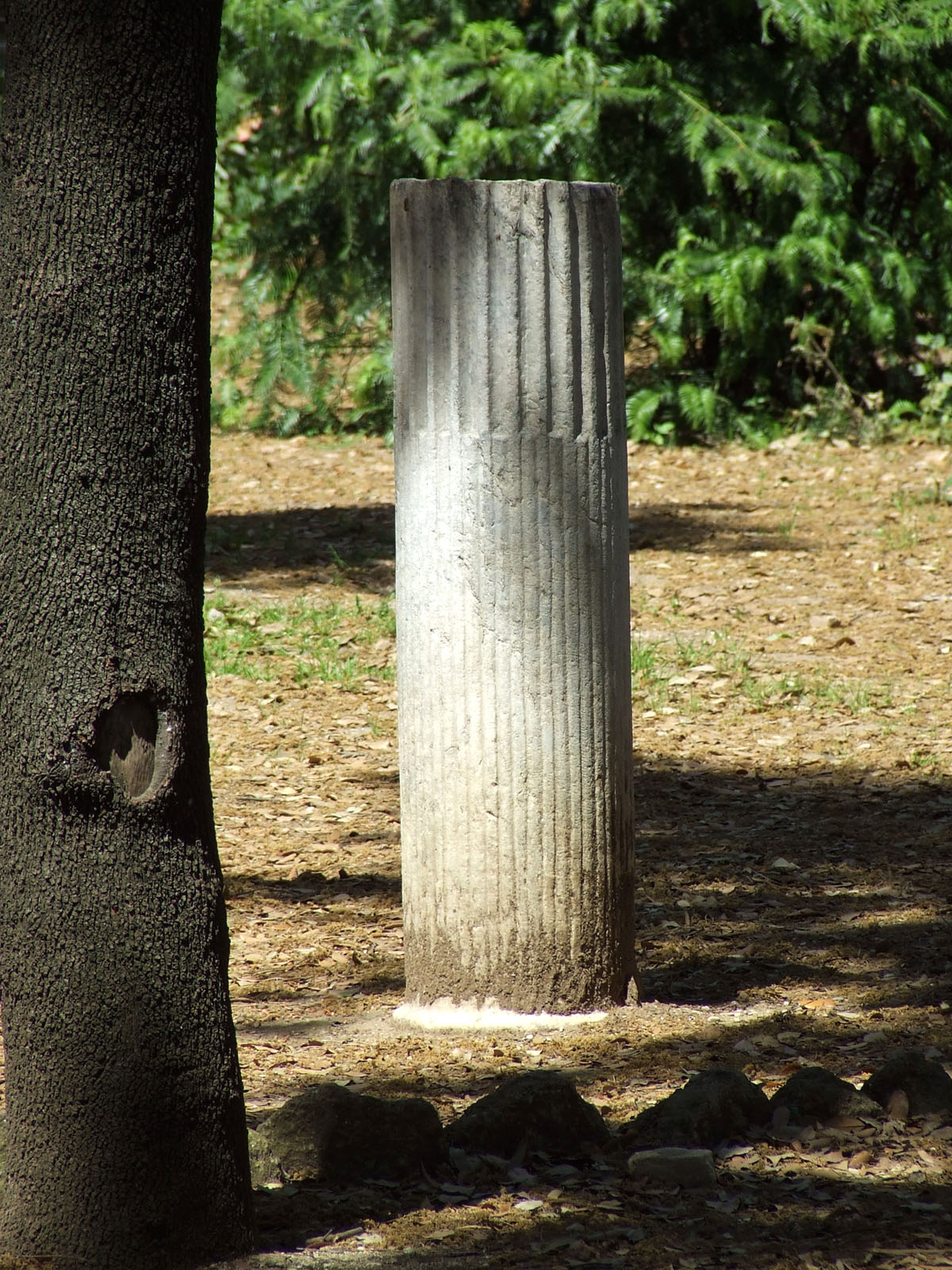
Resto di colonna rudentata, Ostia Antica.
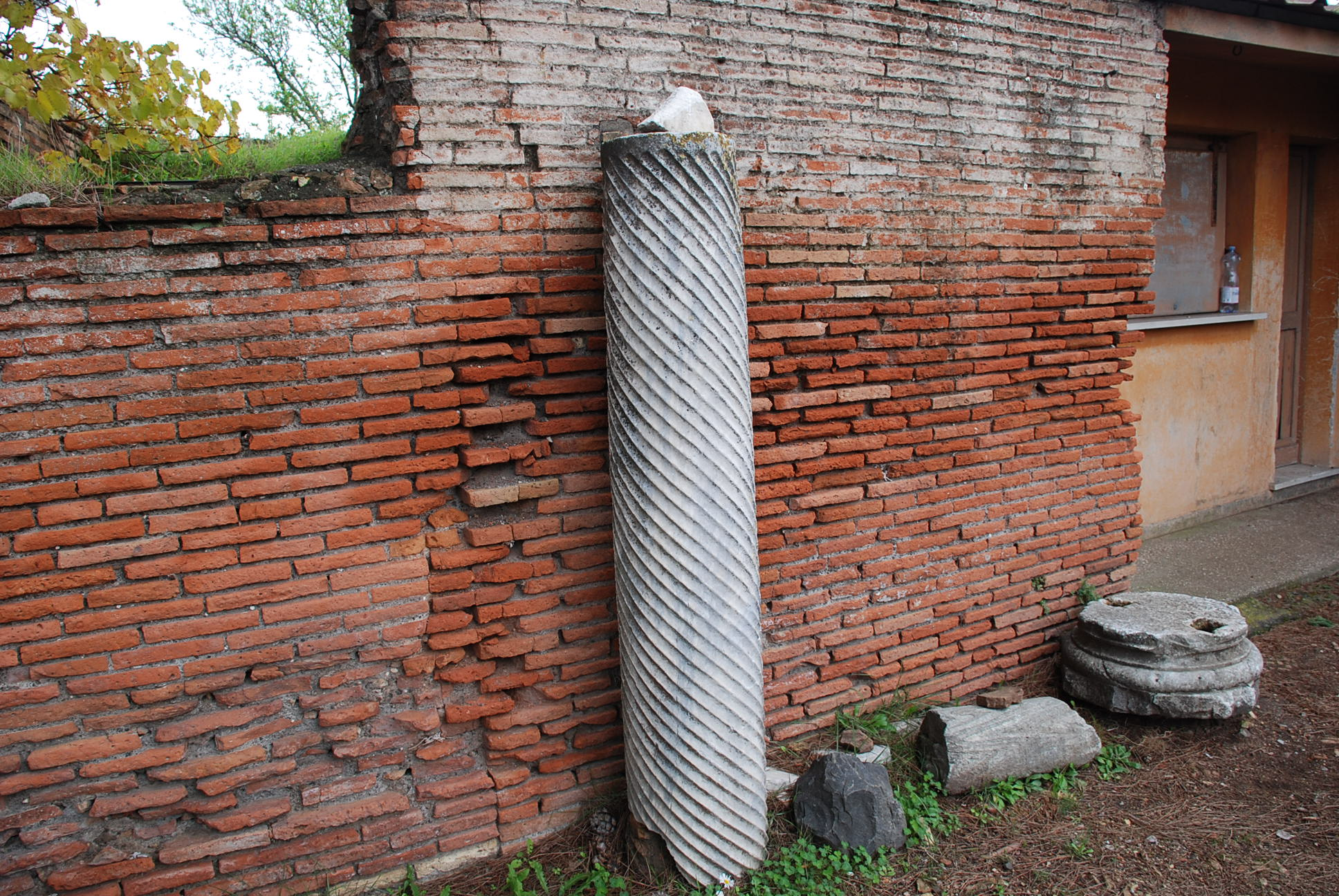
Resto di colonna spirale, Ostia Antica.
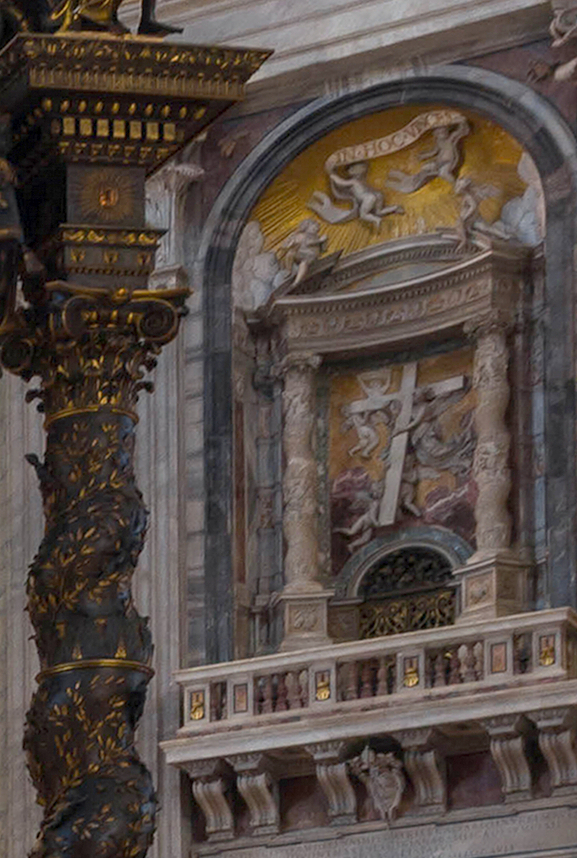
Colonne salomoniche in San Pietro.
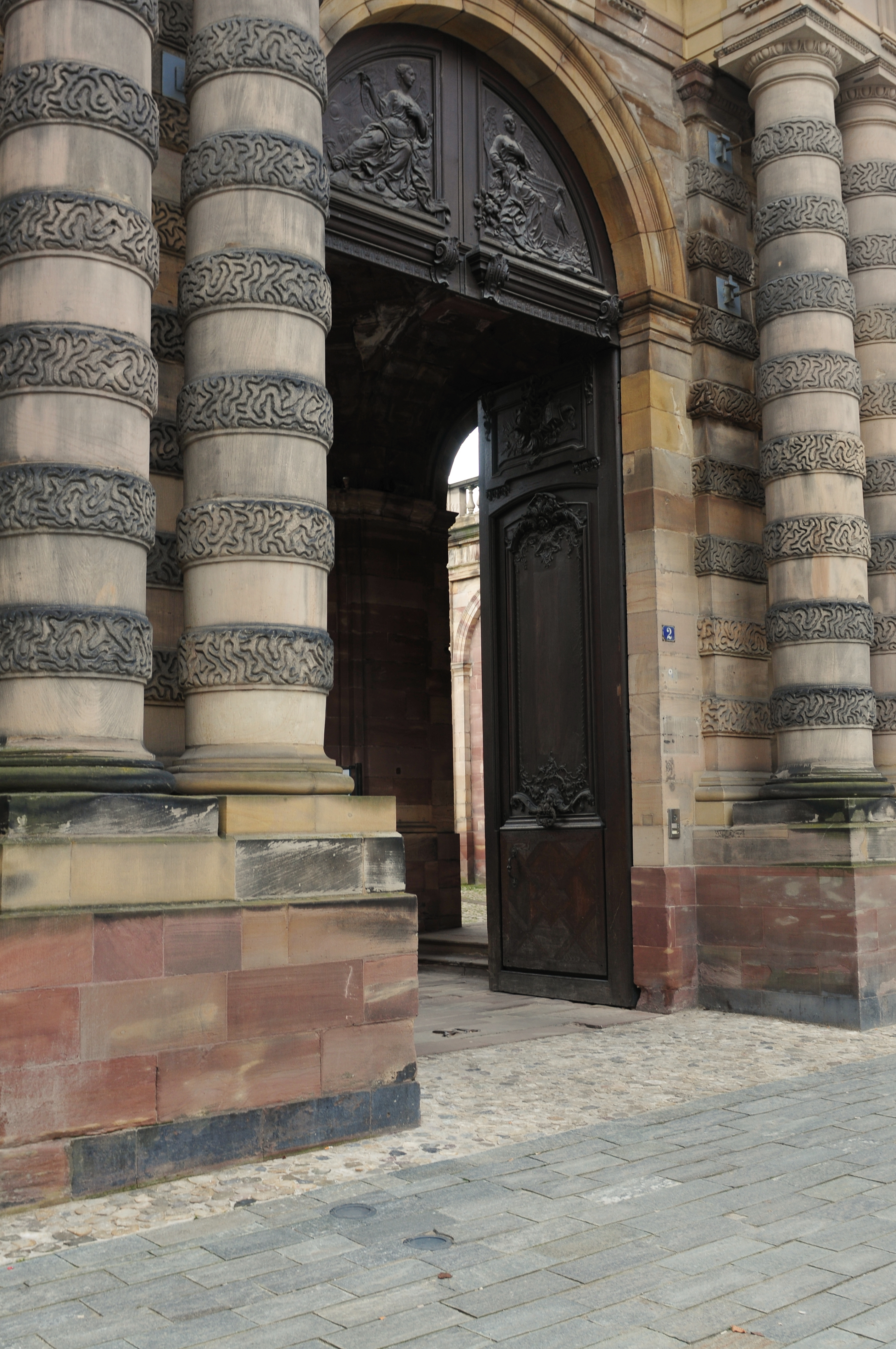
Colonne bugnate con alternanza di bugne e profilo di colonna liscia, Palazzo dei Rohan, Strasburgo
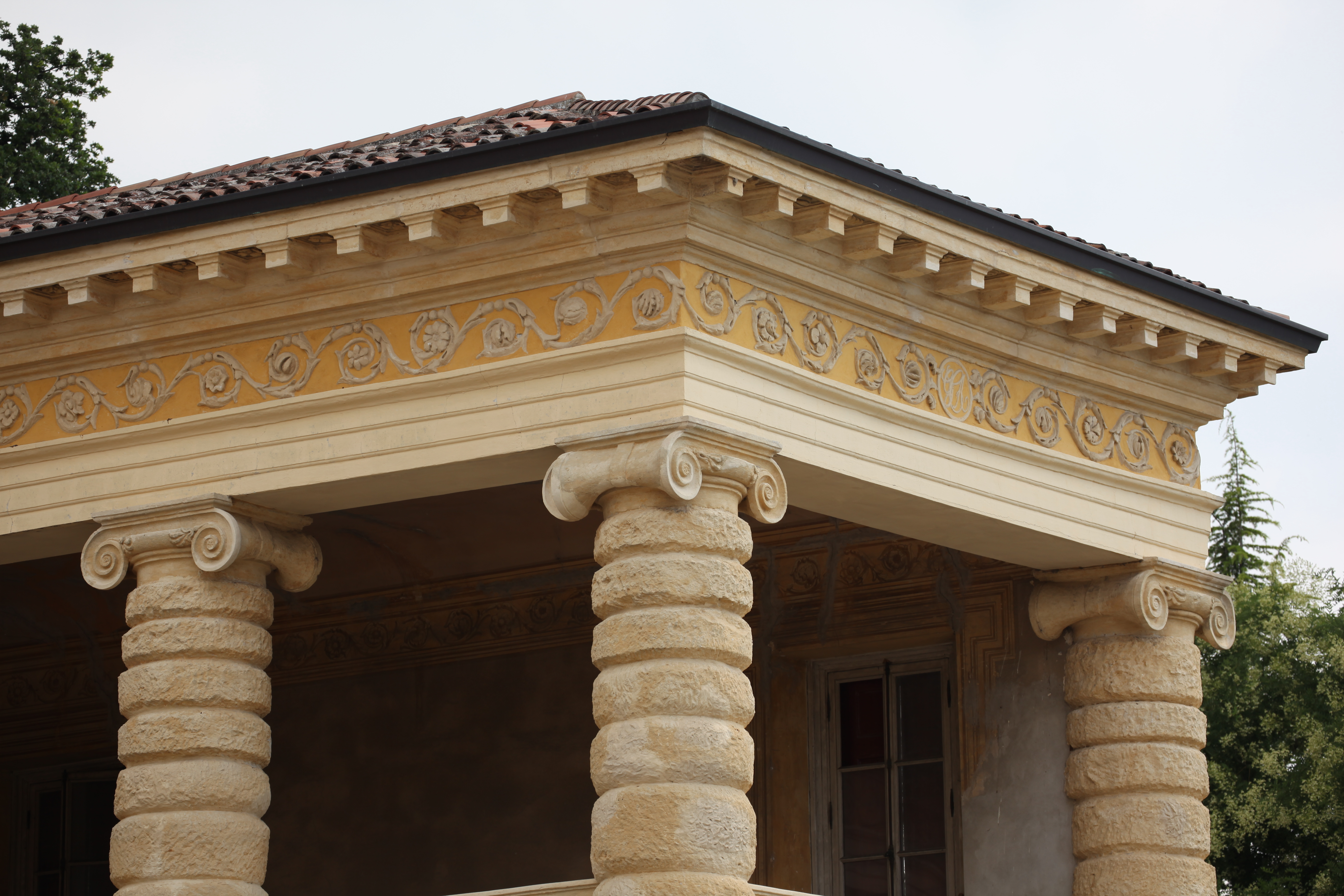
Colonne bugnate completamente costituite da bugne rustiche, Villa Serego, San Pietro in Cariano, XVI secolo,
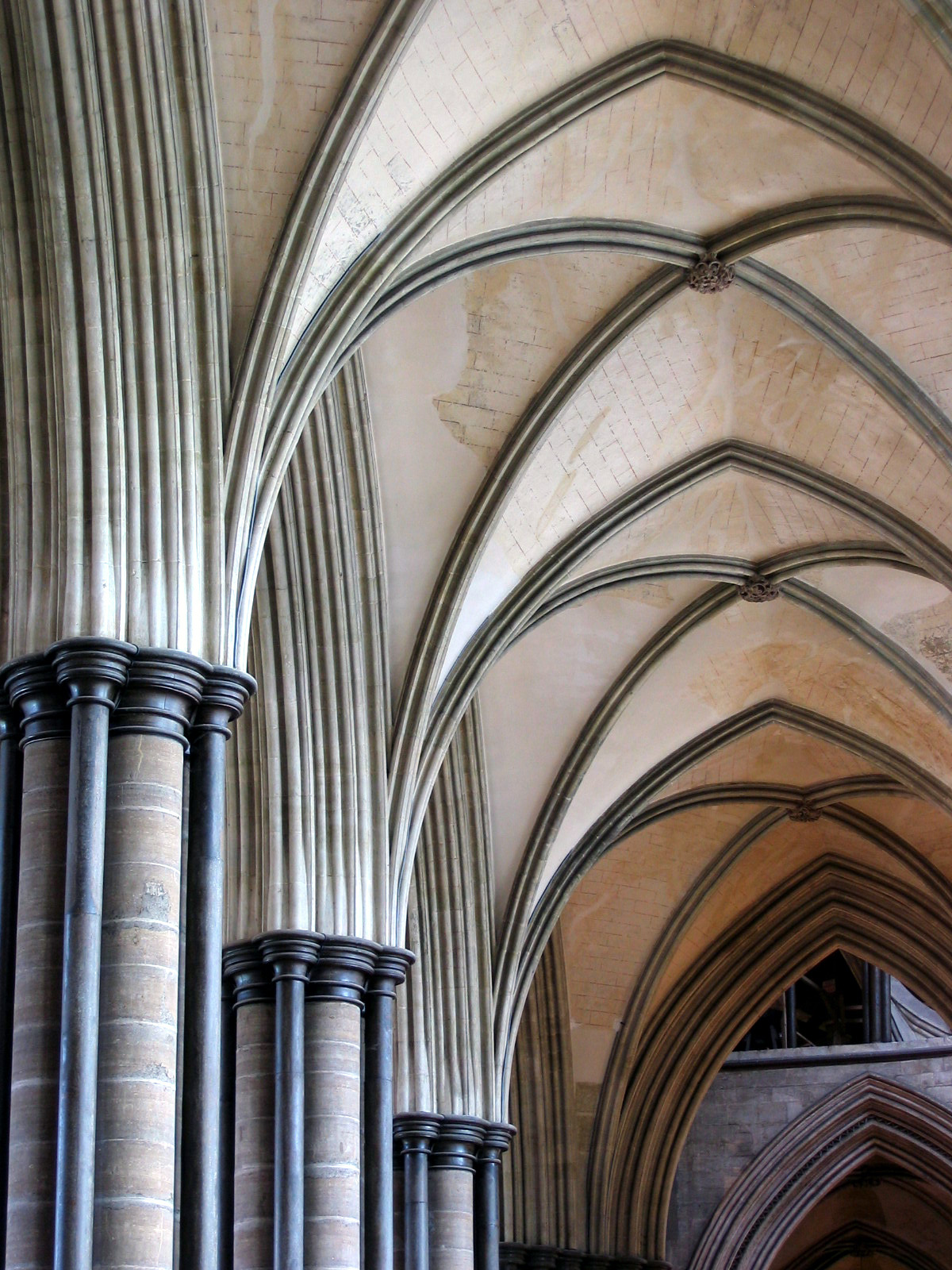
Colonne a fascio tra le navate della cattedrale di Salsbury, XII-XIV secolo.

In funzione dell'ornamentazione
- colonna inanellata, è una definizione non canonica utilizzata per descrivere le colonne che presentano una fasciatura ad anello circa ad un terzo o metà dell'altezza;
- colonna vitinea, se il fusto è decorato con tralci di vite;
- colonne ofitiche sono coppie o doppie coppie di colonne intrecciate tra loro con un nodo piano, tipicamente romaniche; uniche, oltre a quelle tortili, a godere di una definizione tra le fantasiose variazioni – ritorte, spinate, intrecciate, con svariati profili nelle modanature e talvolta anche integrate da inserti a mosaico – utilizzate dal romanico fino al tardo gotico nei chiostri e nelle incorniciature di portali e finestre;
- colonna coclide è normalmente un manufatto isolato decorato a bassorilievo con un disegno continuo avvolto al fusto, il primo esempio è la Colonna Traiana;

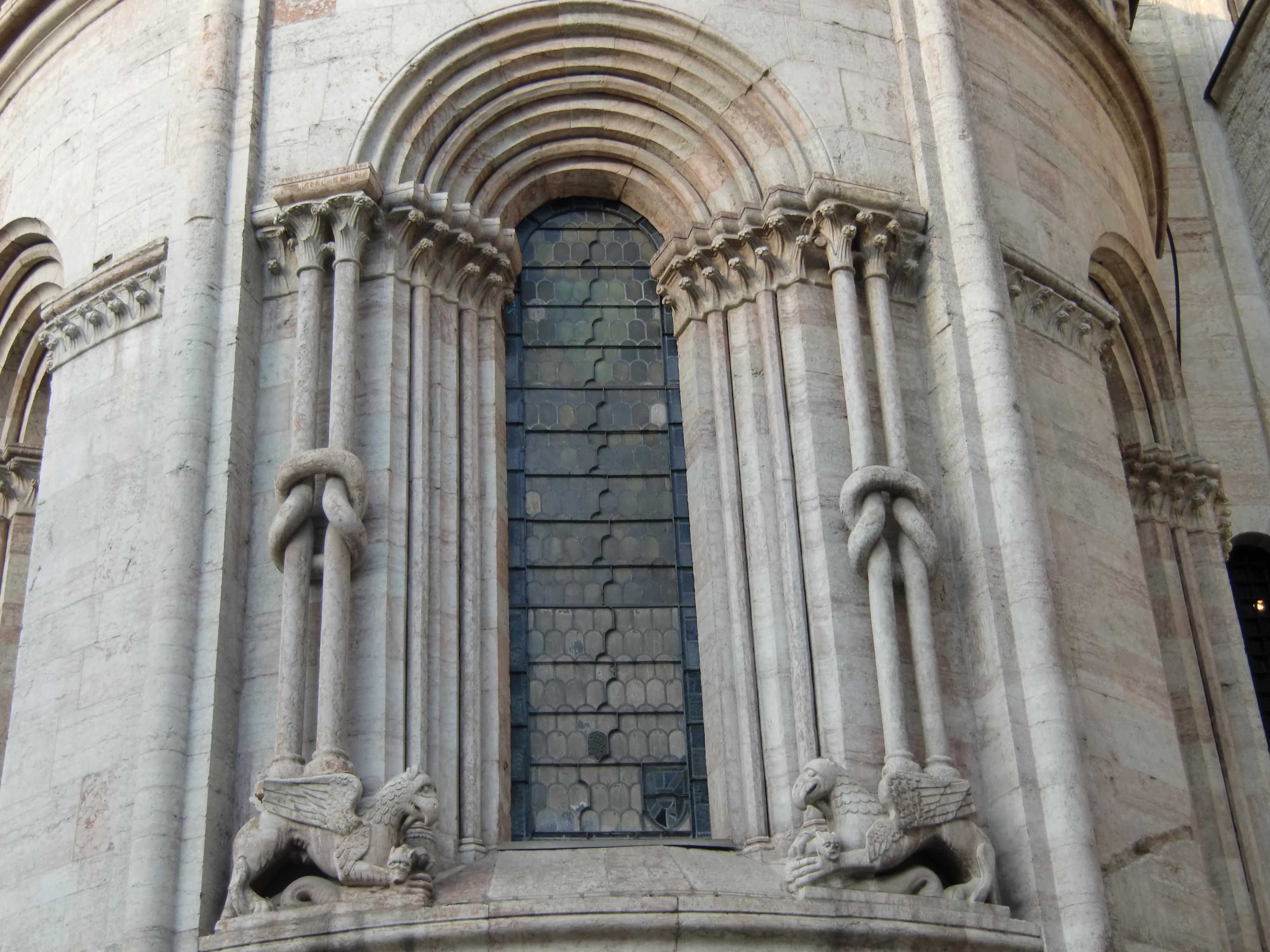
colonna rostrata, usata dai romani per commemorare le vittorie navali (sulla colonna venivano affissi i rostri delle navi nemiche, un primo esempio è Colonna Duilia.  - Colonne ofitiche a cornice di una finestra absidale del Duomo di Trento, XIII-XIV secolo.
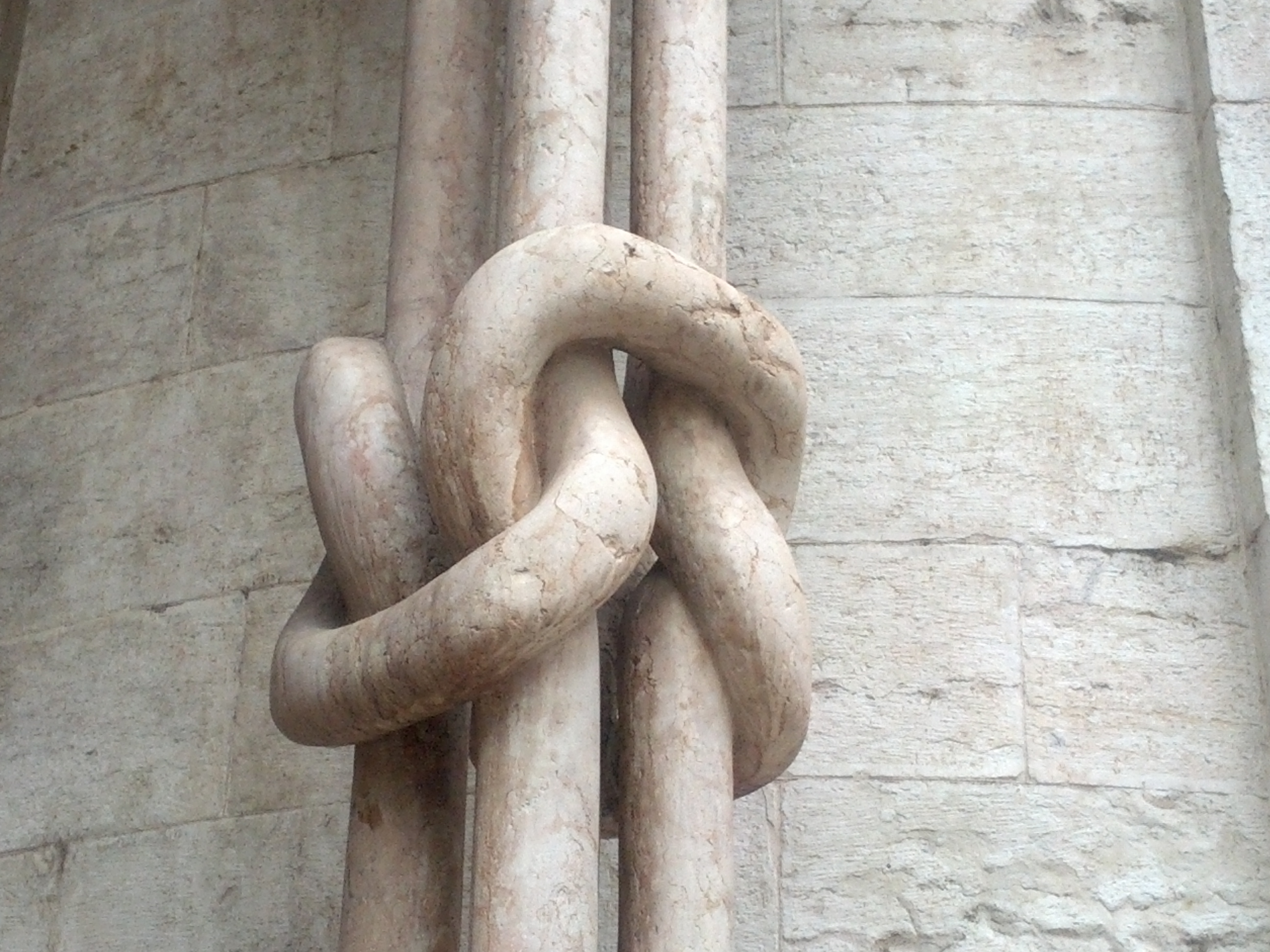
Colonne ofitiche a quattro fusti, protiro est del Duomo di Trento, XIII-XIV secolo.
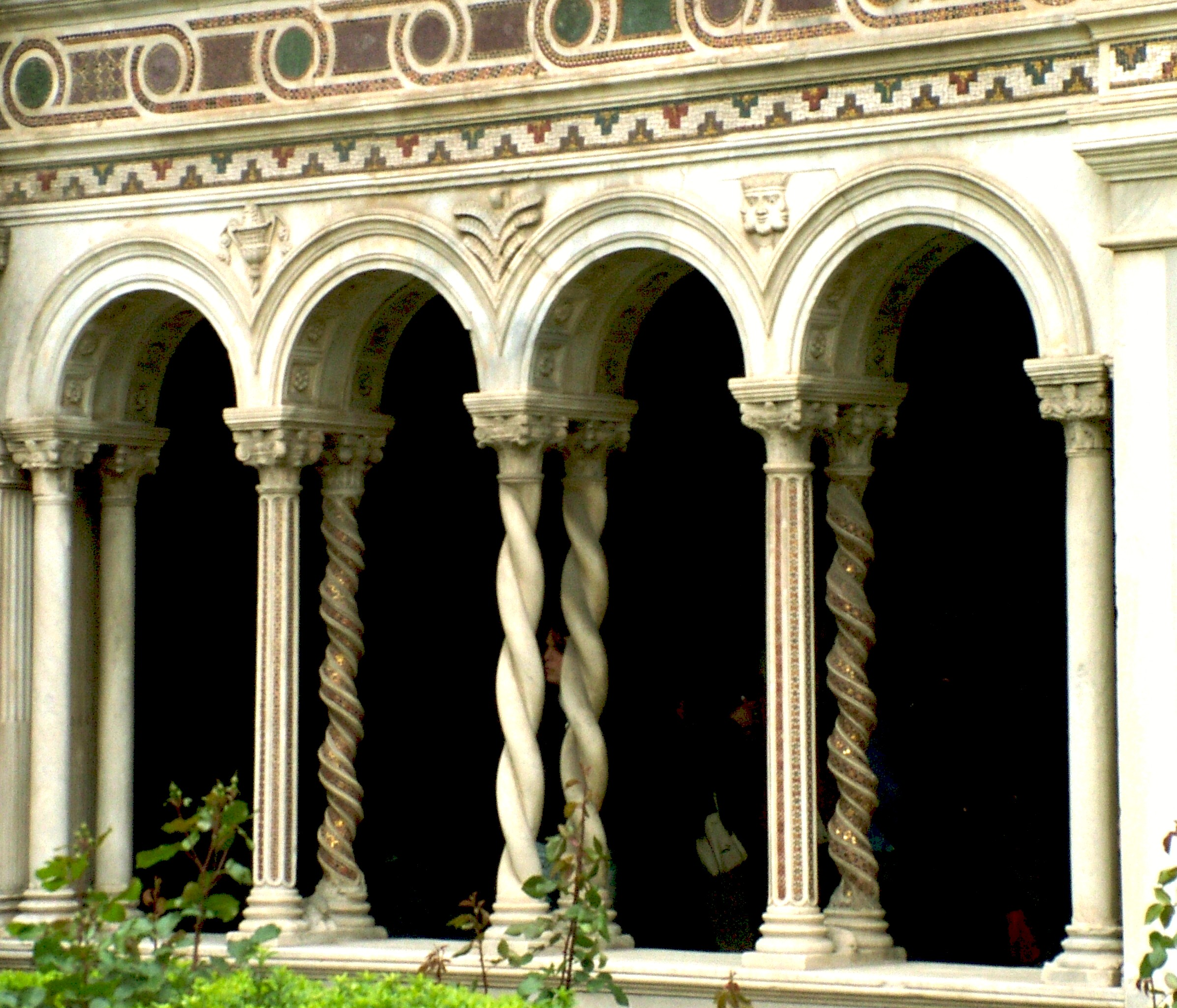
Varianti di colonne romaniche, chiostro di San Paolo fuori le mura, Roma, XIII secolo con rifacimenti e restauri.
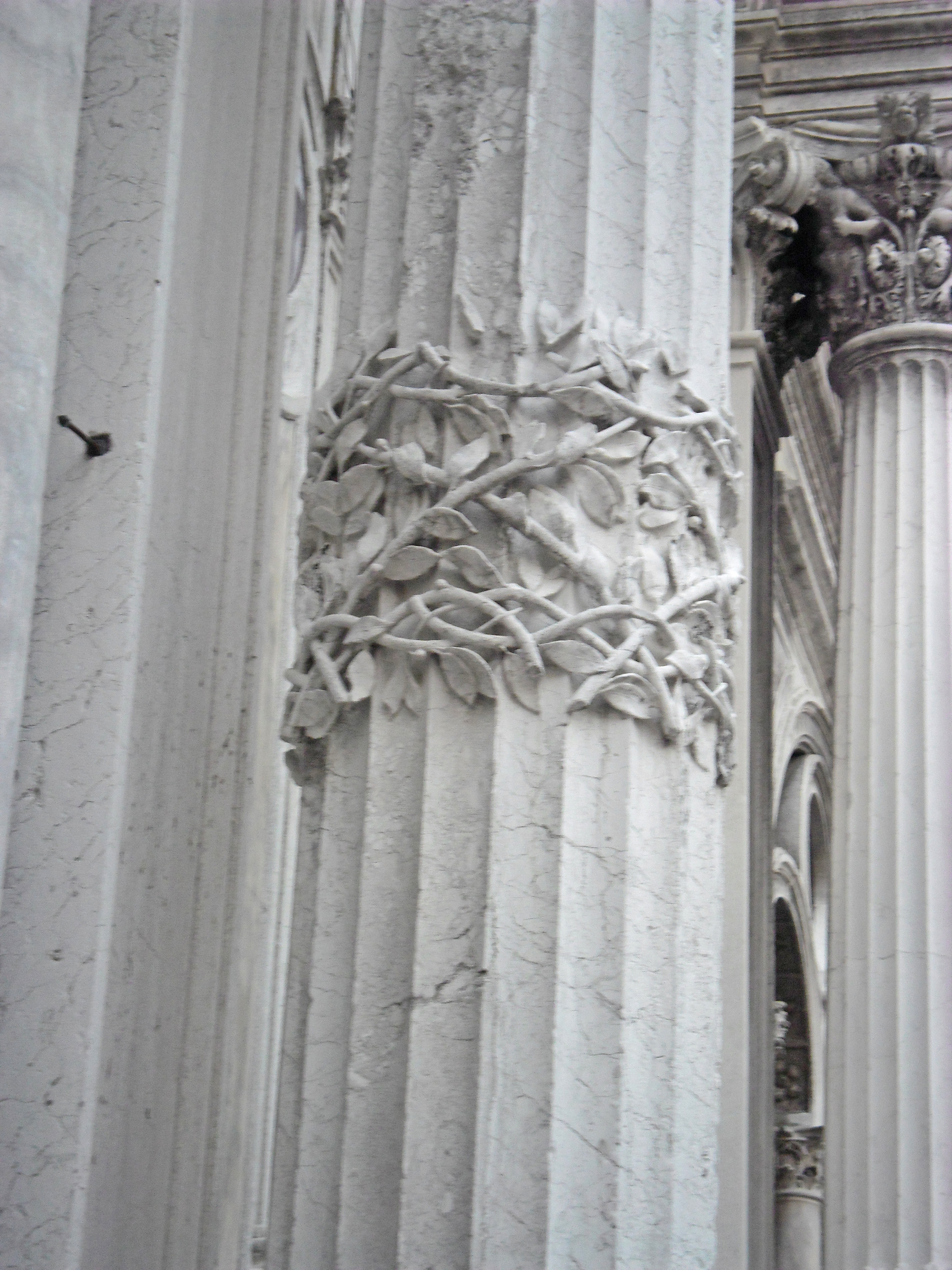
Esempio di colonna inanellata, Scuola Grande di San Rocco, Venezia, XVI secolo.
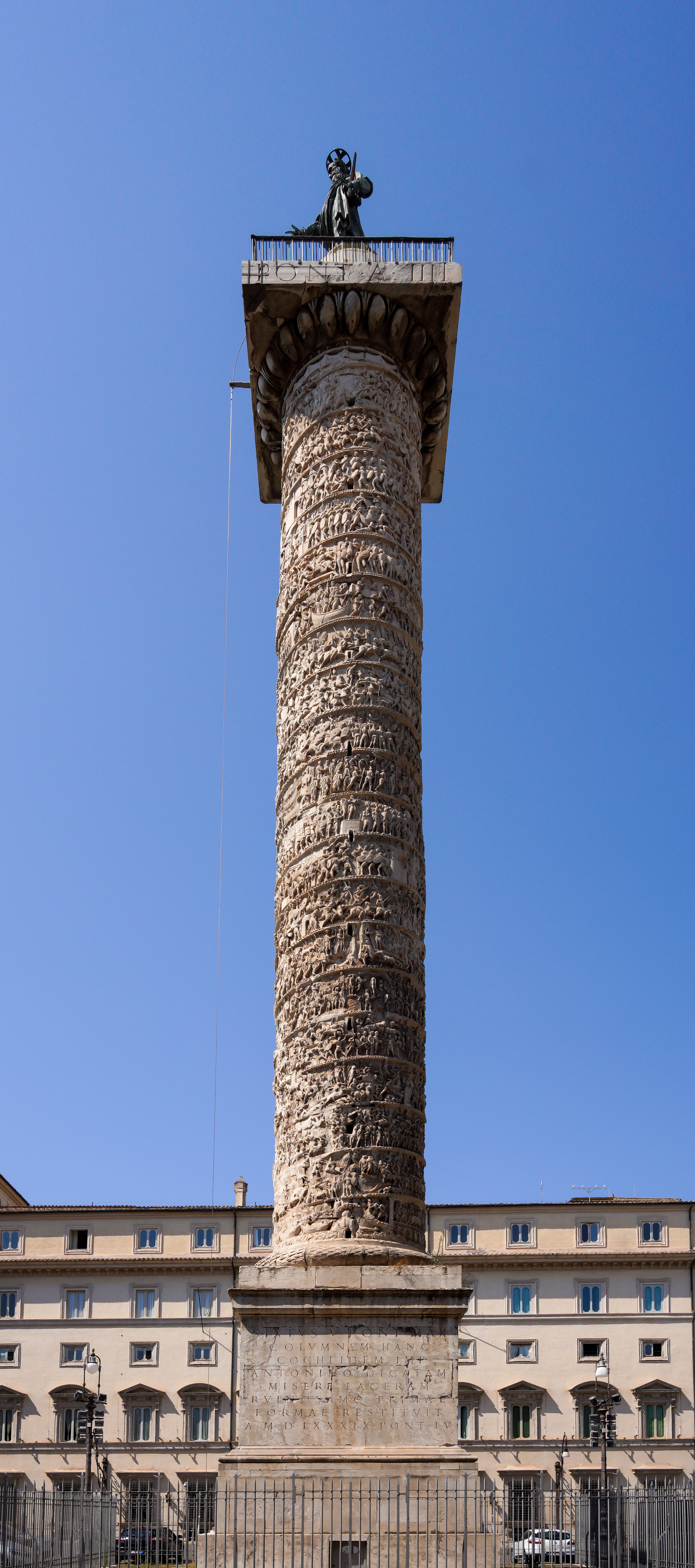
Colonna di Marco Aurelio, II secolo, esempio di colonna coclide.
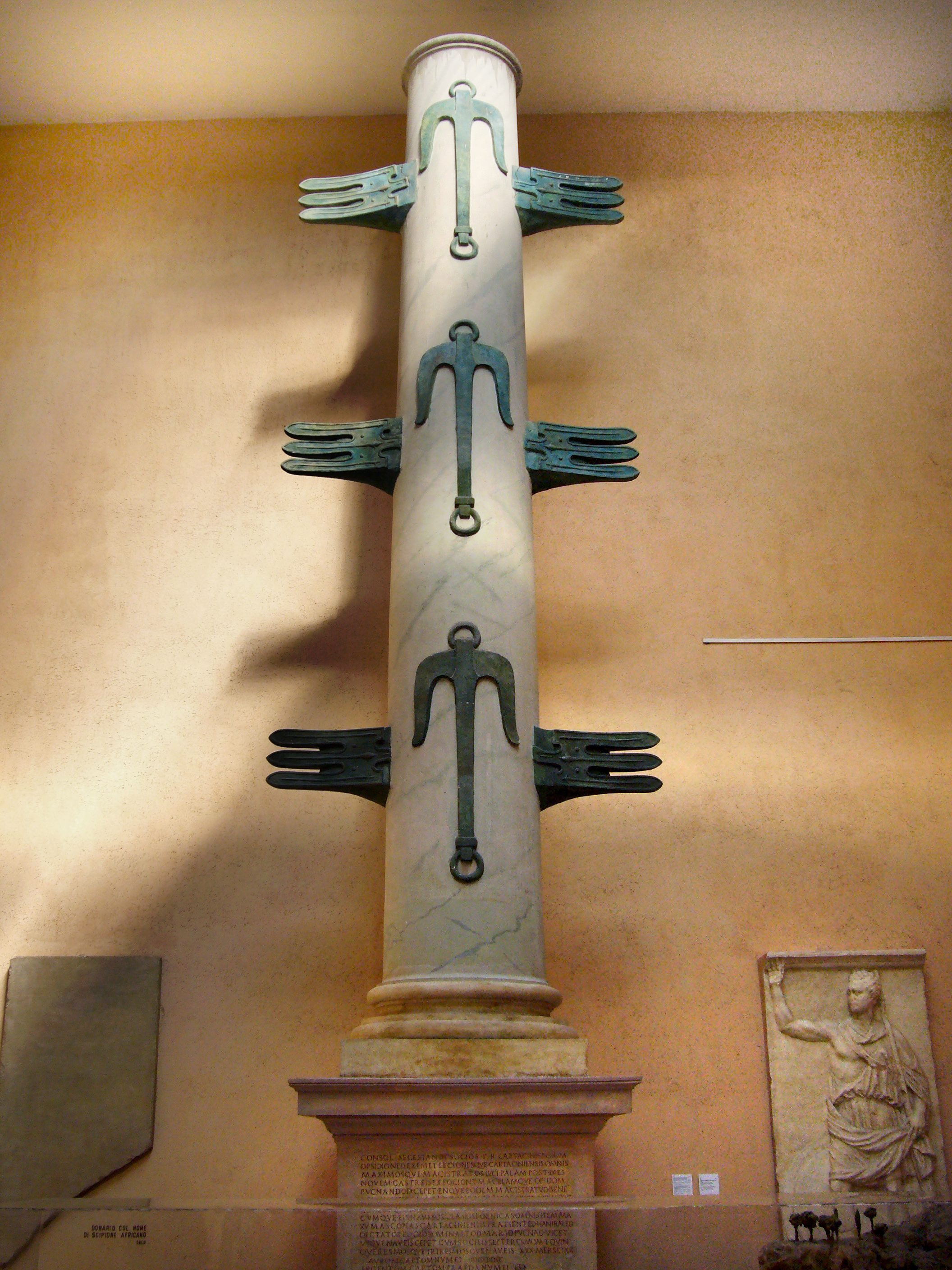
La colonna rostrata di Caio Duilio, III secolo a.C., Museo Nuovo Capitolino, Roma-
  - Colonne ofitiche a quattro fusti, protiro est del Duomo di Trento, XIII-XIV secolo.
  - Varianti di colonne romaniche, chiostro di San Paolo fuori le mura, Roma, XIII secolo con rifacimenti e restauri.
  - Esempio di colonna inanellata, Scuola Grande di San Rocco, Venezia, XVI secolo.
  - Colonna di Marco Aurelio, II secolo, esempio di colonna coclide.
  - La colonna rostrata di Caio Duilio, III secolo a.C., Museo Nuovo Capitolino, Roma-

Altri elementi di sostegno differenti dalle classiche colonne
- pilastro, sebbene l'ordinaria forma squadrata sia ritenuta dirimente, in realtà è il maggiore spessore – atto a sostenere rilevanti spinte laterali – ad essere il punto di differenziazione: p.e. i pilastri ai quattro angoli di una crociera spesso hanno caratteristiche formali simil a quelli delle vicine colonne;
- anta, elementi come lesene o paraste poste agli angoli esterni di una struttura, da questo deriva la definizione in antis per alcuni templi classici;
- cariatide, ha la stessa funzione della colonna ma il fusto è sostituito dalla rappresentazione di una figura femminile
- telamone, come le cariatidi ma rappresenta invece una figura maschile
- balaustro, piccola colonna dal profilo simile alla balausta (il bocciolo del melograno) utilizzata fin dal XIV secolo per sostenere parapetti e recinzioni, detti appunto balaustrate;
- piedritto, il termine – in realtà di uso molto generico – si utilizza per gli elementi di sostegno di forma squadrata posti alle estremità delle balaustrate o come intervallo in corrispondenza partiture dell'edificio retrostante.

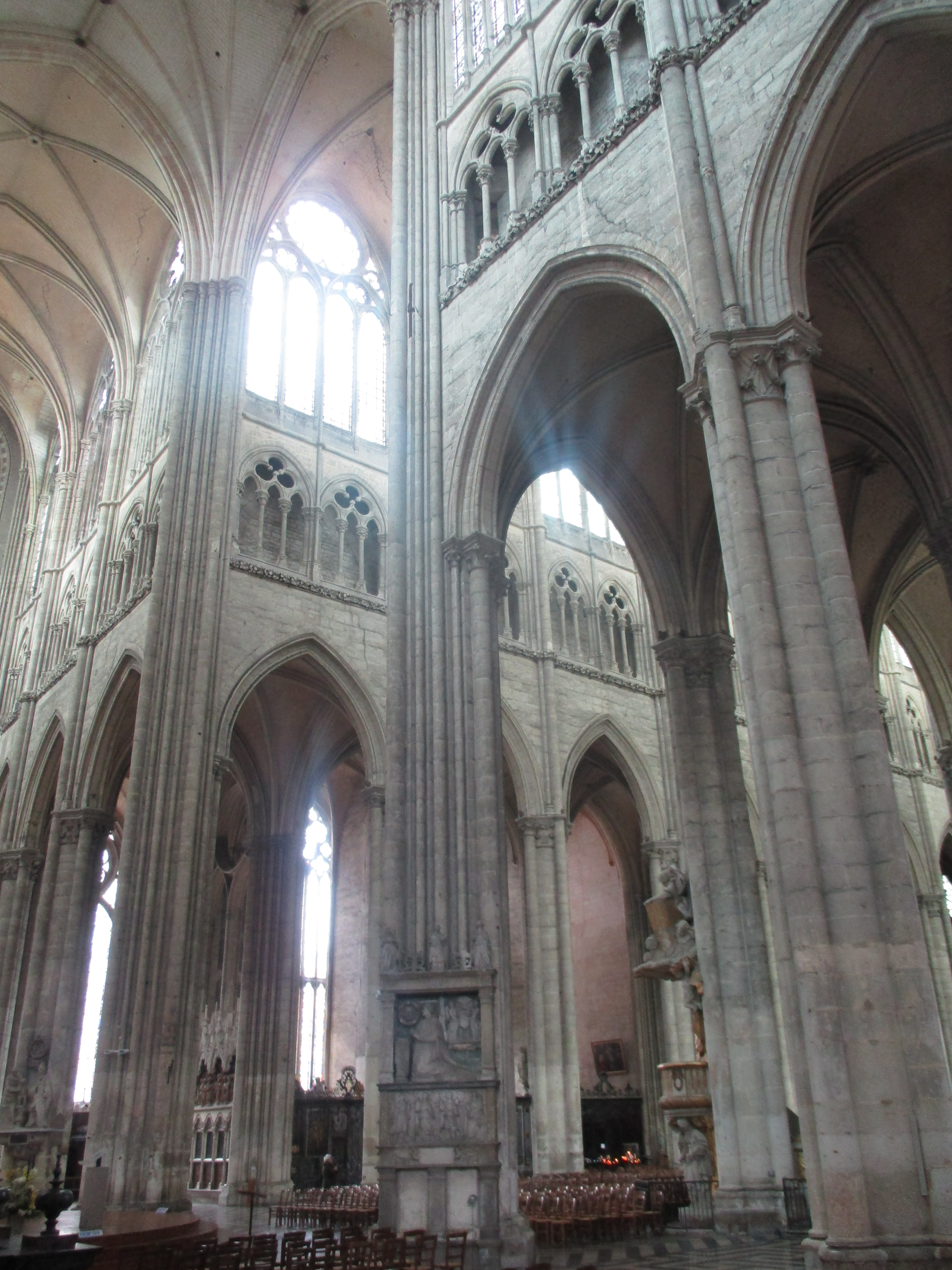
Pilastri della crociera e colonne delle navate e bracci, cattedrale di Notre-Dame, Amiens, fine XIII secolo.
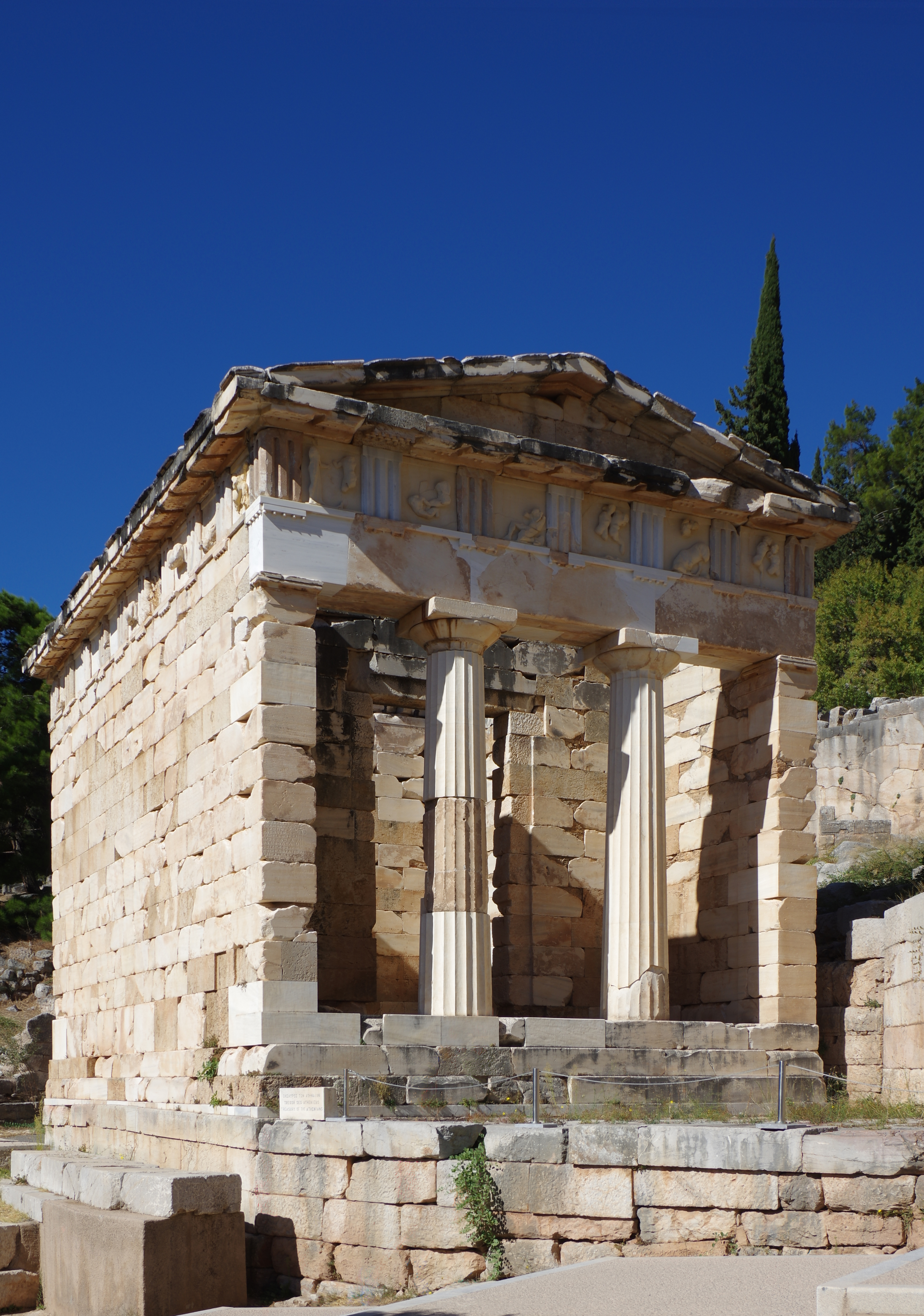
Tempietto in antis, Tesoro degli Ateniesi, Delfi, 510/480 a.C.
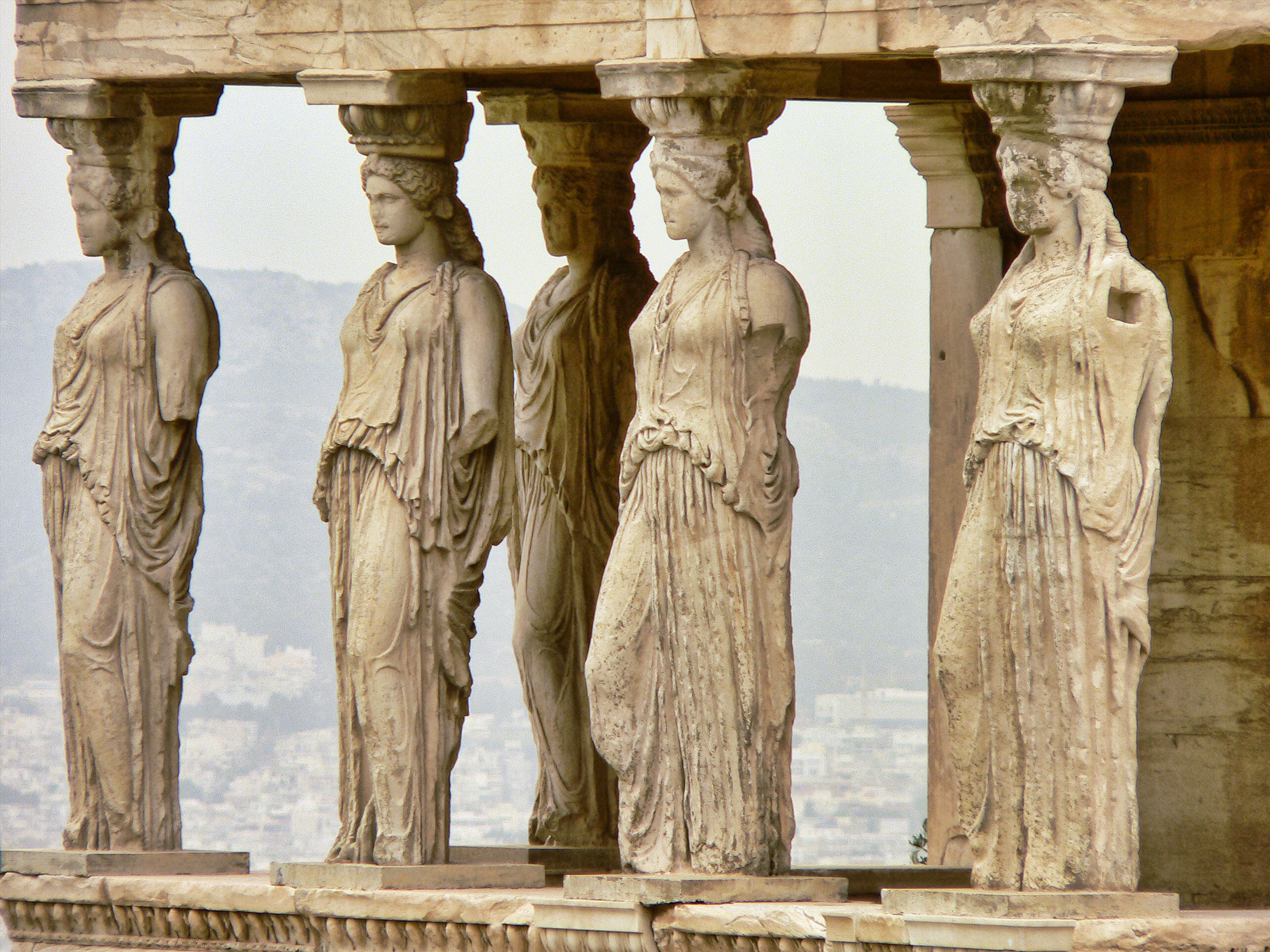
Cariatidi (copie moderne) all'Eretteo, Atene, inizio V secolo a.C.
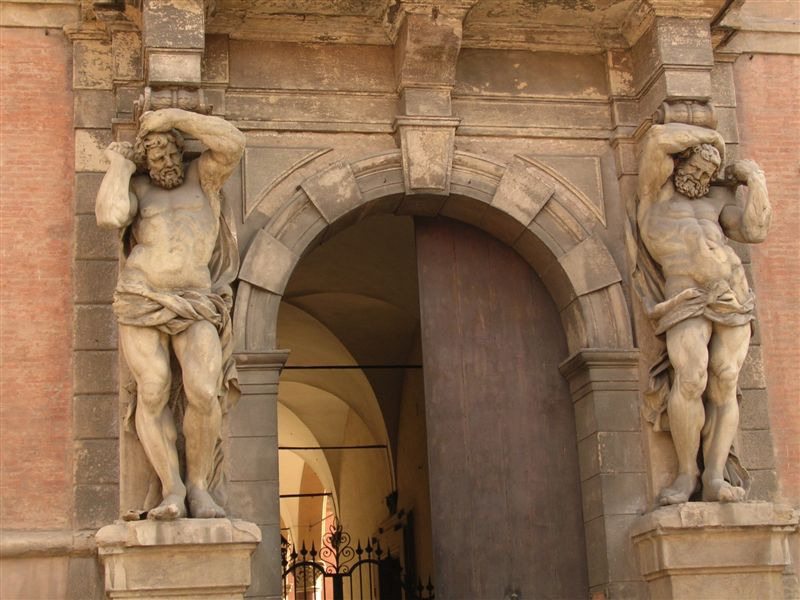
Telamoni all'ingresso di Palazzo Davia Bargellini, Bologna, XVII secolo.
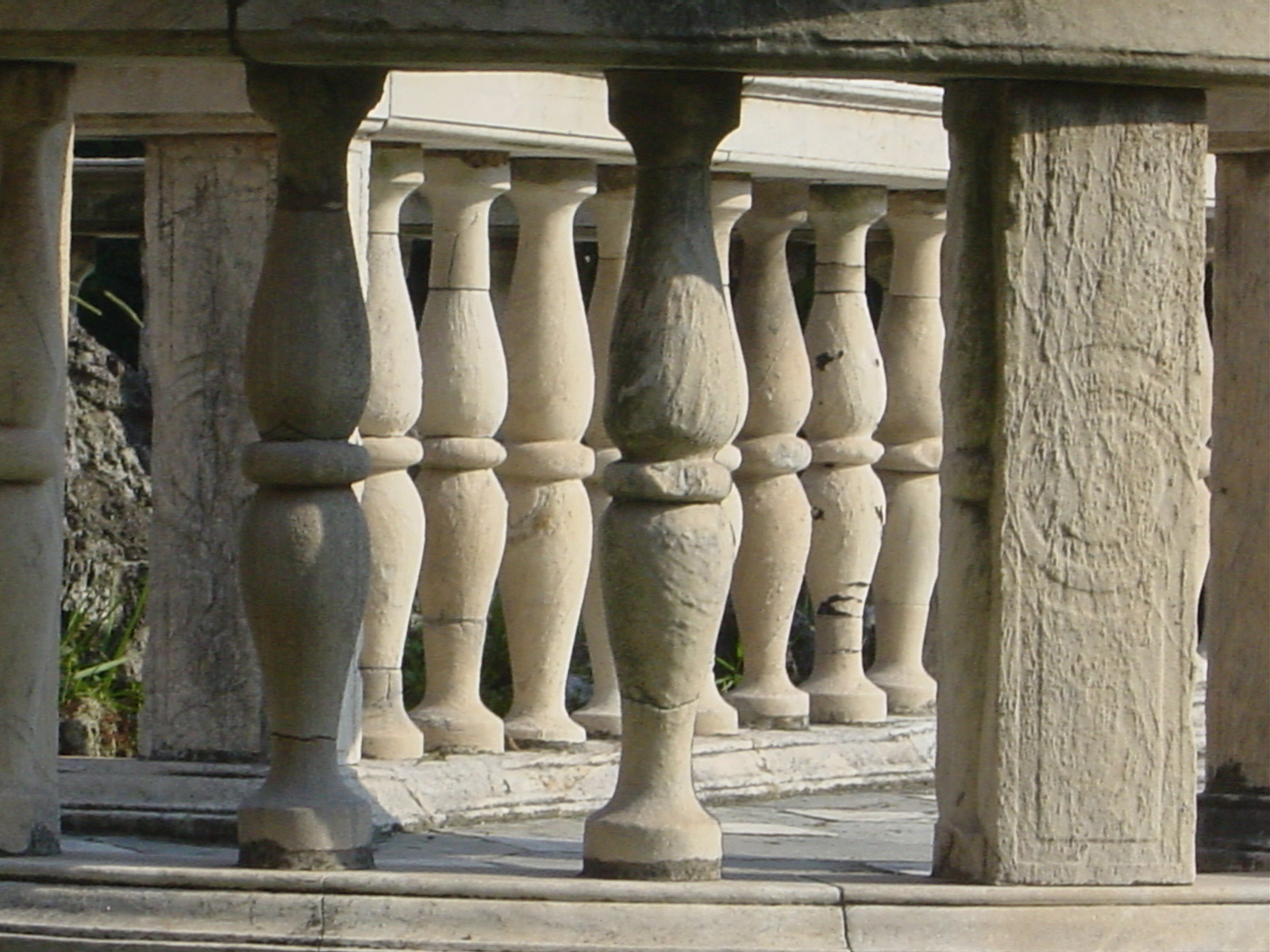
Balaustri e piedritti, Villa del Principe, Genova, XVI secolo.
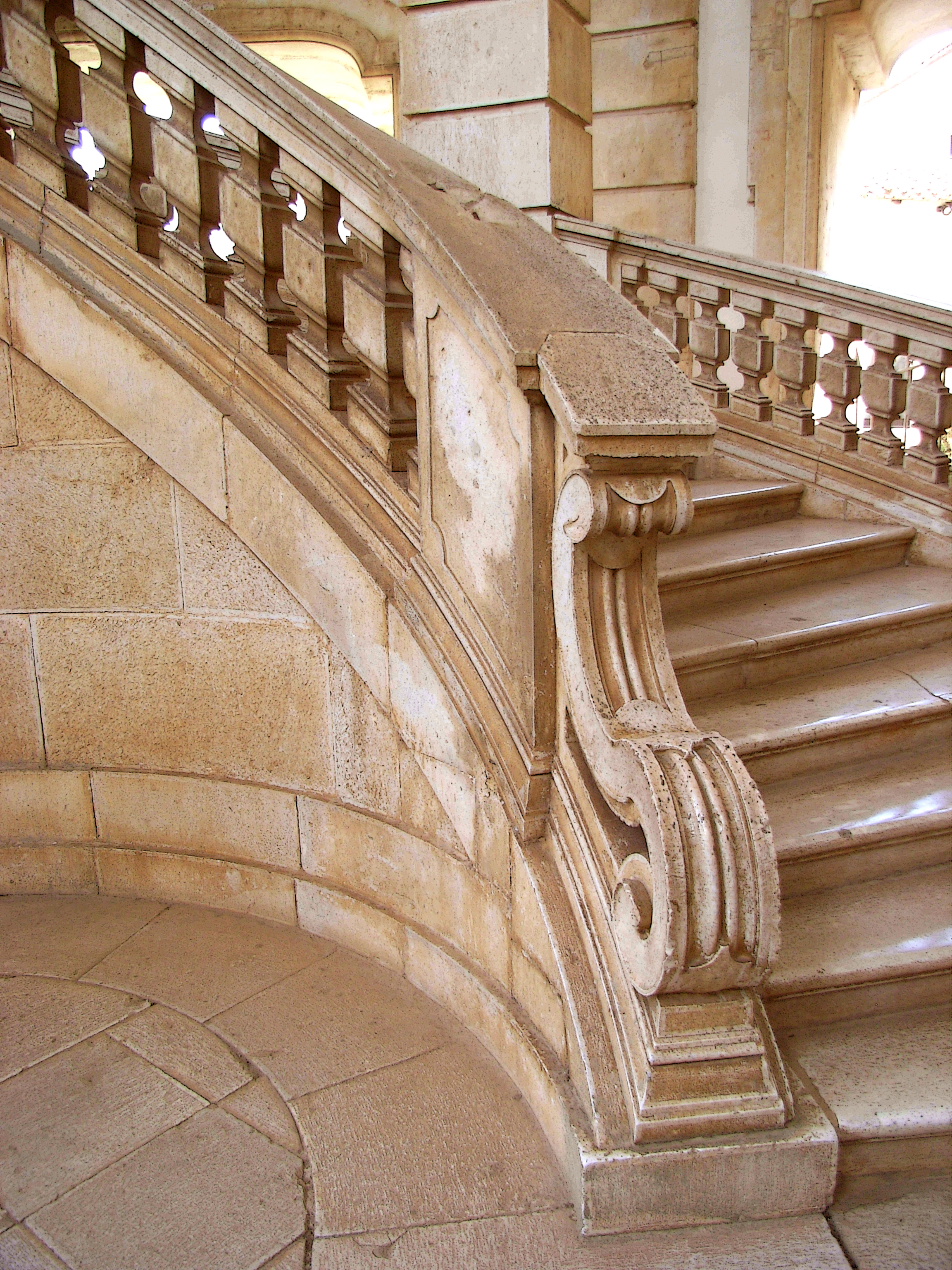
Variazione e deformazione tardo barocca dei balaustri, Certosa di Padula, XVIII secolo.

Colonne onorarie e votive

Molti sono gli esempi di colonne isolate da strutture architettoniche e destinate a sostenere una singola statua. Furono poste inizialmente con scopi celebrativi, sia come le romane colonne tortili o rostrate ma anche dal fusto più semplice, e vengono definite genericamente, a prescindere dalla particolare lavorazione, colonna onoraria; più tardi lo scopo divenne prevalentemente devozionale, magari culminandole una sola semplice croce, in questo caso si definisce si dice colonna votiva. Nel periodo barocco, nei paesi di lingua tedesca e nelle aree di influenza, pur mantenendo il nome e l'andamento verticale, le colonne votive trasfigurarono la struttura cilindrica originaria in movimentate composizioni.

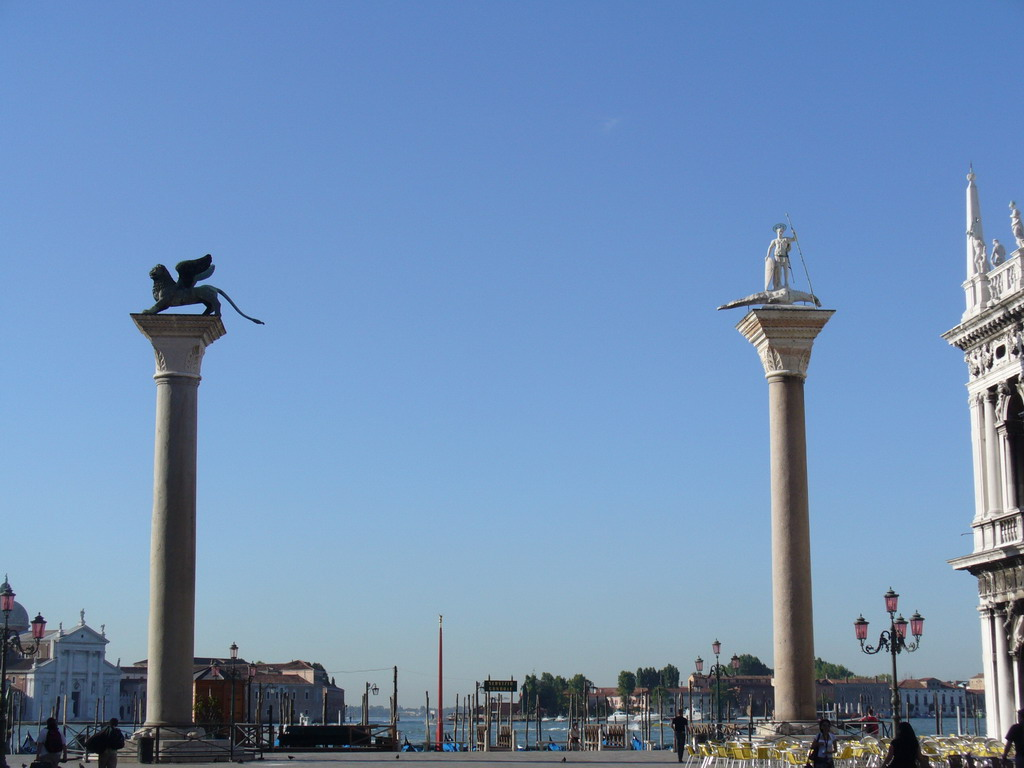
Colonne di San Marco e San Teodoro, piazzetta San Marco, Venezia.
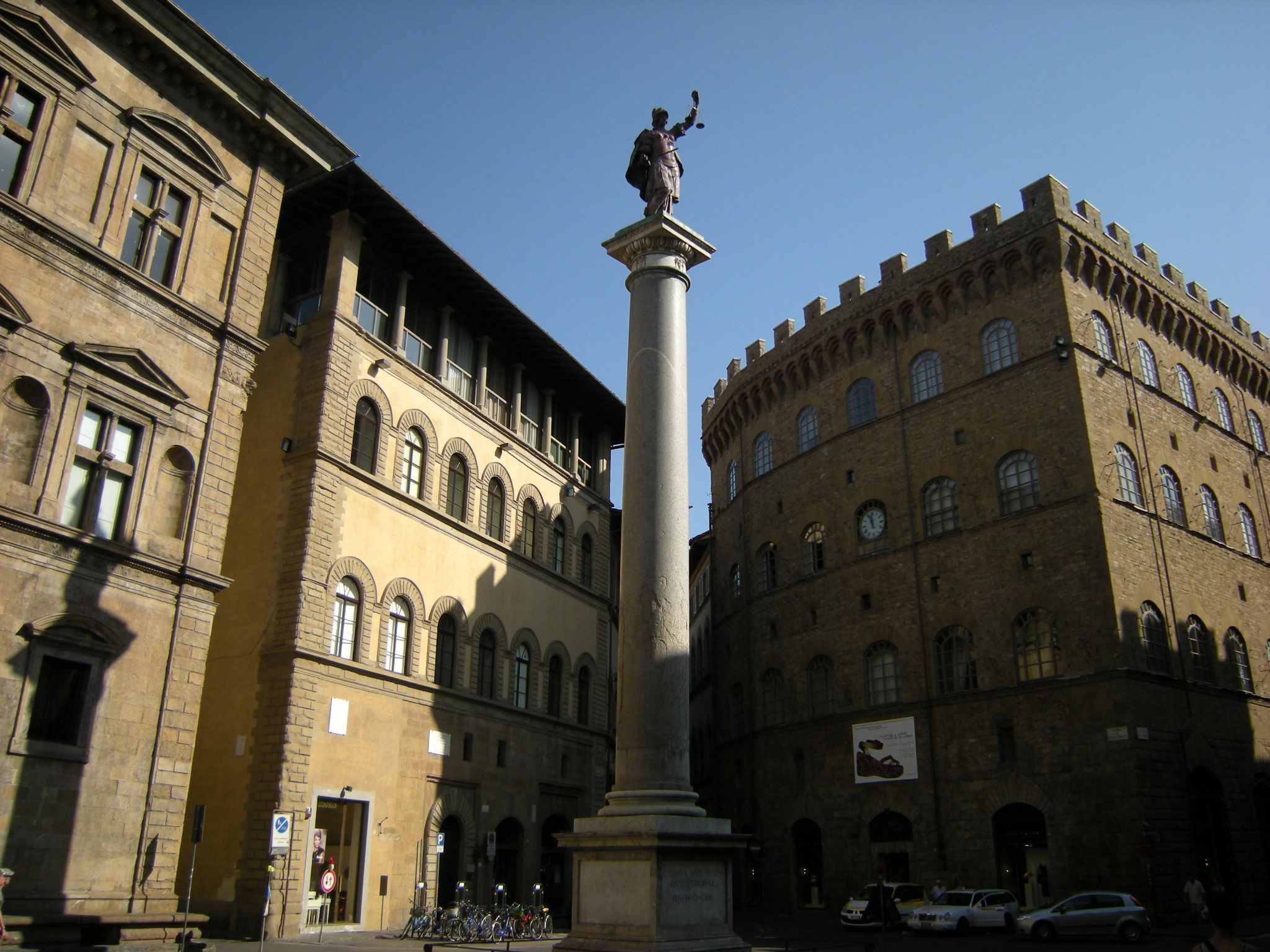
Colonna della Giustizia, piazza di Santa Trinità, Firenze.
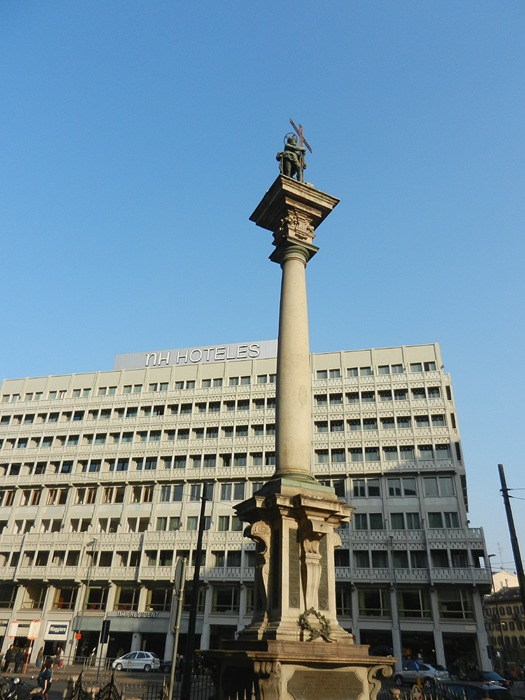
Colonna del Verziere o di San Martiniano, Largo Augusto, Milano.
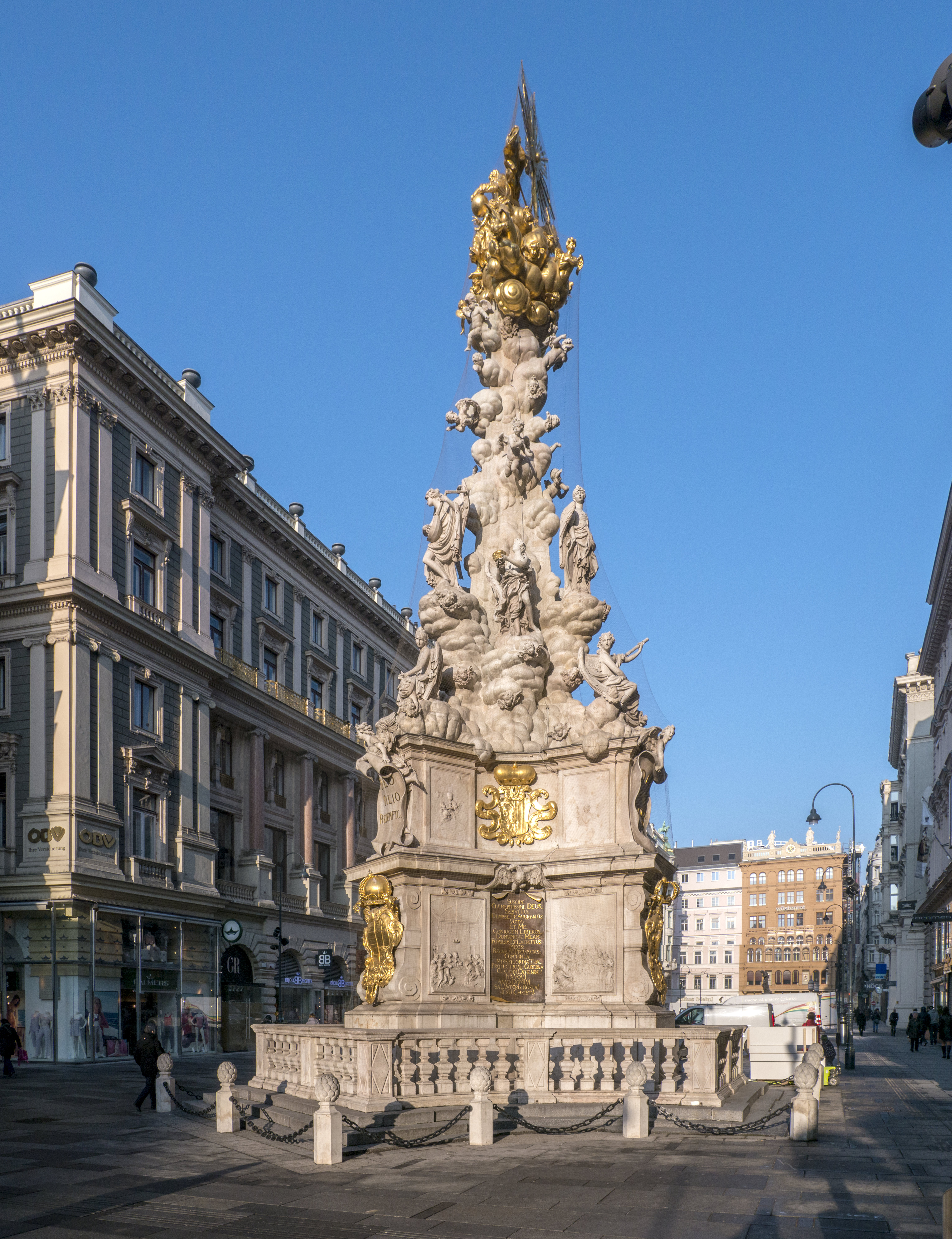
Colonna della Peste, Graben, Vienna.
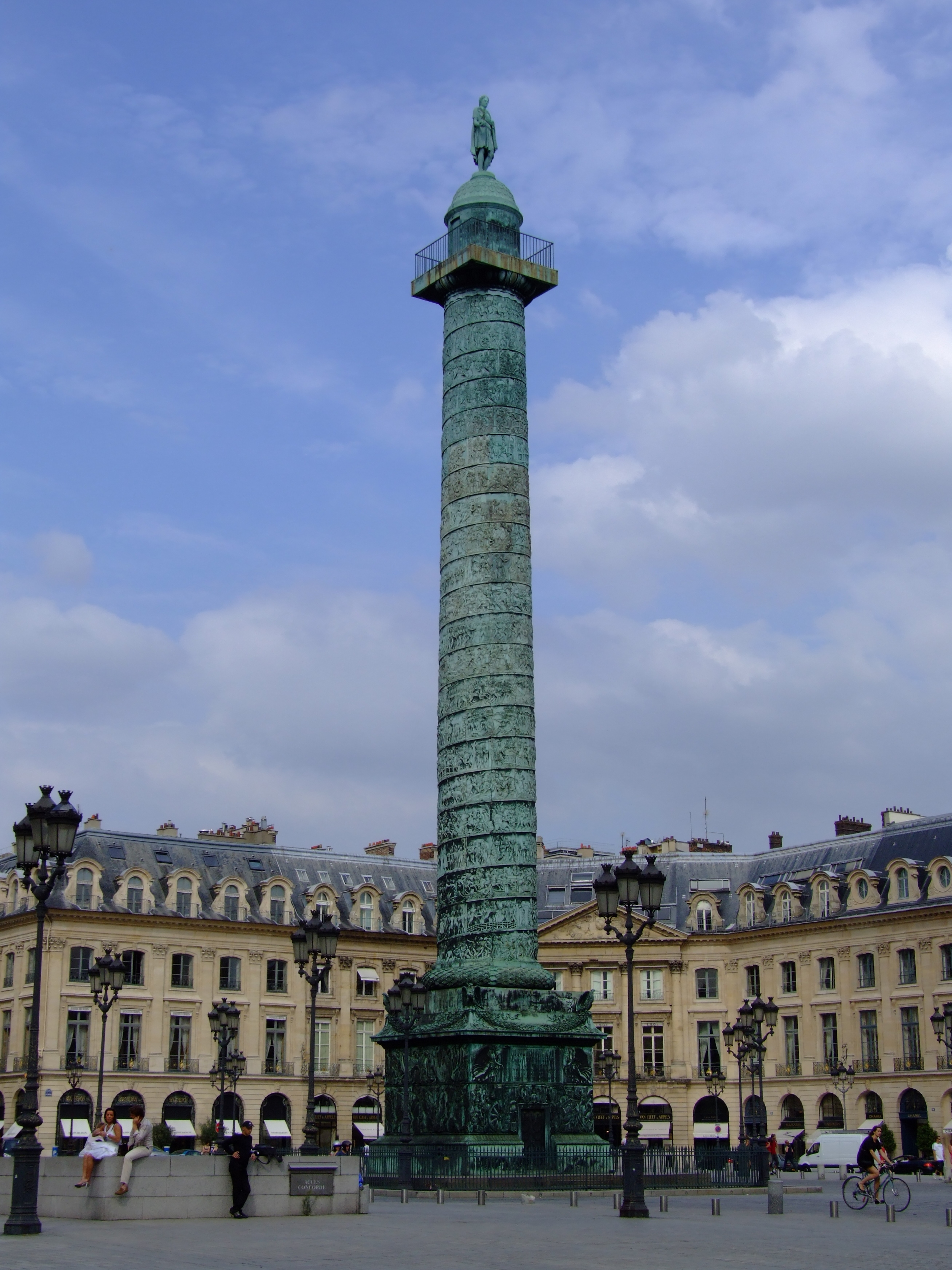
Colonna di Austerlitz, place Vendôme, Parigi, 1810.
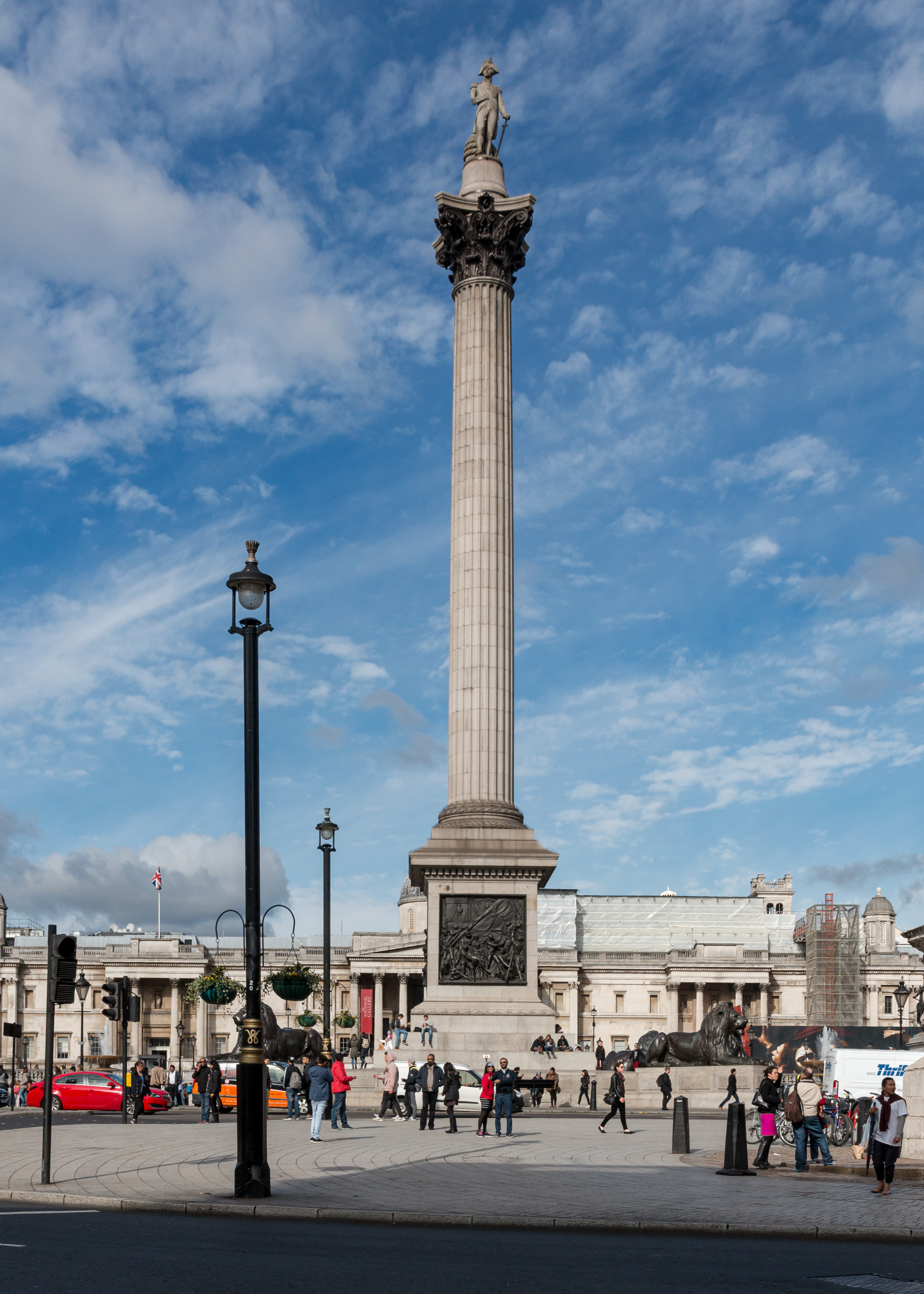
Colonna di Nelson, Trafalgar Square, Londra, 1843.

Insiemi di colonne
Una lunga sequenza di colonne che sostengono una trabeazione è detta colonnato. Quando un colonnato circonda completamente l’esterno di un edificio viene denominato peristilio, con lo stesso termine – ma soltanto in ambito archeologico – si definisce il colonnato che circonda uno spazio aperto, come un cortile. Nelle architetture dal medioevo in poi le definizioni comprendono sia il colonnato che lo spazio racchiuso, Un esempio tipico ne è il chiostro – termine questo riferibile solo ad ambienti conventuali normalmente preclusi ad un pubblico. Più spesso quando un colonnato si trova al piano terreno di un edificio a determinare uno spazio coperto viene definito portico. In alcuni casi antichi è possibile avere un quadriportico, ampio porticato che racchiude un cortile rettangolare di accesso ad una chiesa. Un’altra definizione comune è la loggia, termine valido sia una struttura autonoma aperta su uno o più lati e sorretto da pilastri o colonne (p.e. la Loggia dei Lanzi) sia per i porticati (anche non praticabili) disposti sopra il piano terra. Un caso particolare invece è il protiro, tipicamente medioevale avancorpo a protezione del portale di una chiesa.

## Equilibrio e stabilità

Rappresentazione della deformazione di una colonna soggetta a carico di punta.

Nella progettazione di una colonna, è fondamentale tenere conto delle problematiche che riguardano la sua stabilità, che può essere compromessa soprattutto in seguito all'azione di carichi laterali o anche a carichi di punta.
Man mano che il carico assiale su una colonna snella perfettamente diritta con proprietà elastiche aumenta, questa colonna ideale passa attraverso tre stati: equilibrio stabile, equilibrio neutro e instabilità:
- La colonna dritta sotto carico è in "equilibrio stabile" se una forza laterale, applicata tra le due estremità della colonna, produce una piccola deflessione laterale che scompare quando viene rimossa la forza laterale e la colonna ritorna alla sua forma diritta.
- Se il carico della colonna viene gradualmente aumentato, viene raggiunta una condizione di "equilibrio neutro" in cui l'applicazione di una piccola forza laterale produrrà una deflessione che non scompare e la colonna rimane in questa forma leggermente piegata quando la forza laterale viene rimossa. Il carico al quale viene raggiunto l'equilibrio neutro di una colonna è chiamato "carico critico" o "instabile".
- Lo stato di "instabilità" viene raggiunto quando un leggero aumento del carico della colonna provoca deviazioni laterali in crescita incontrollata che possono portare al collasso della colonna.

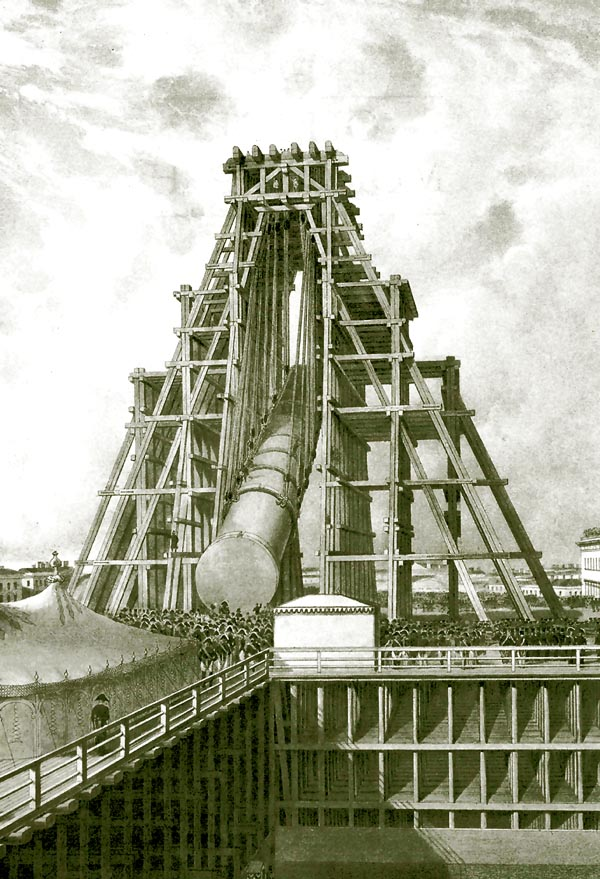
Sistema di August de Montferrand per sollevare una colonna

## Simbologia
Nell'architettura greca classica la colonna in genere simboleggiava l'uomo. Questo significato venne ripreso dall'architettura romanica, dove spesso la colonna veniva fatta poggiare su una scultura di animale, solitamente un leone (simbolo della forza bruta), a indicare la peculiarità dell'uomo che si erge sulla natura animale e si protende verso quella divina, rappresentata dalla struttura posta sopra la colonna, ad esempio un protiro o il capitello di un pulpito.

Nell'iconografia la colonna è uno degli attributi della Fortezza. 
(Cesare Ripa, Iconologia)
La coppia di colonne (Jakin e Boaz) viene utilizzata come simbolo  anche nella Massoneria, a ricordo di quelle poste all'ingresso del Tempio di Salomone, per indicare e delineare il limite fra lo spazio sacro e quello profano.

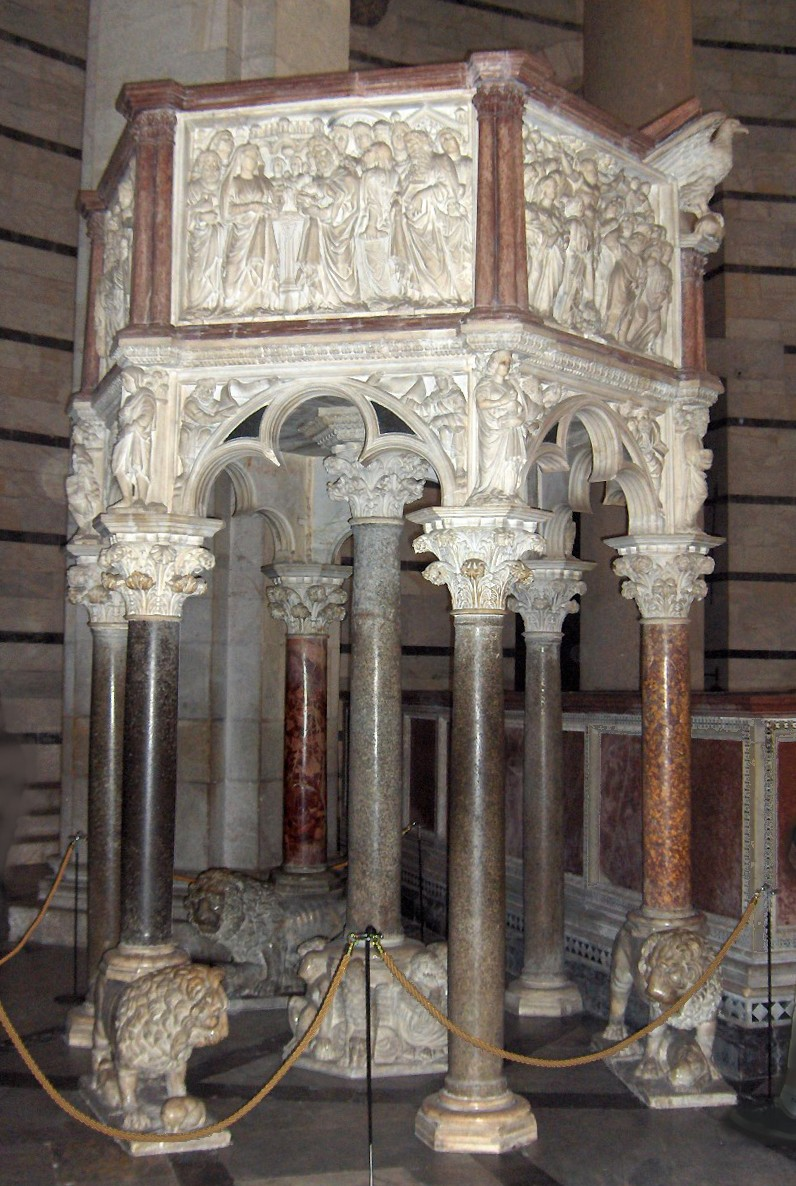
Colonne con leoni stilofori del pulpito del Battistero di San Giovanni, Pisa, XIII secolo.
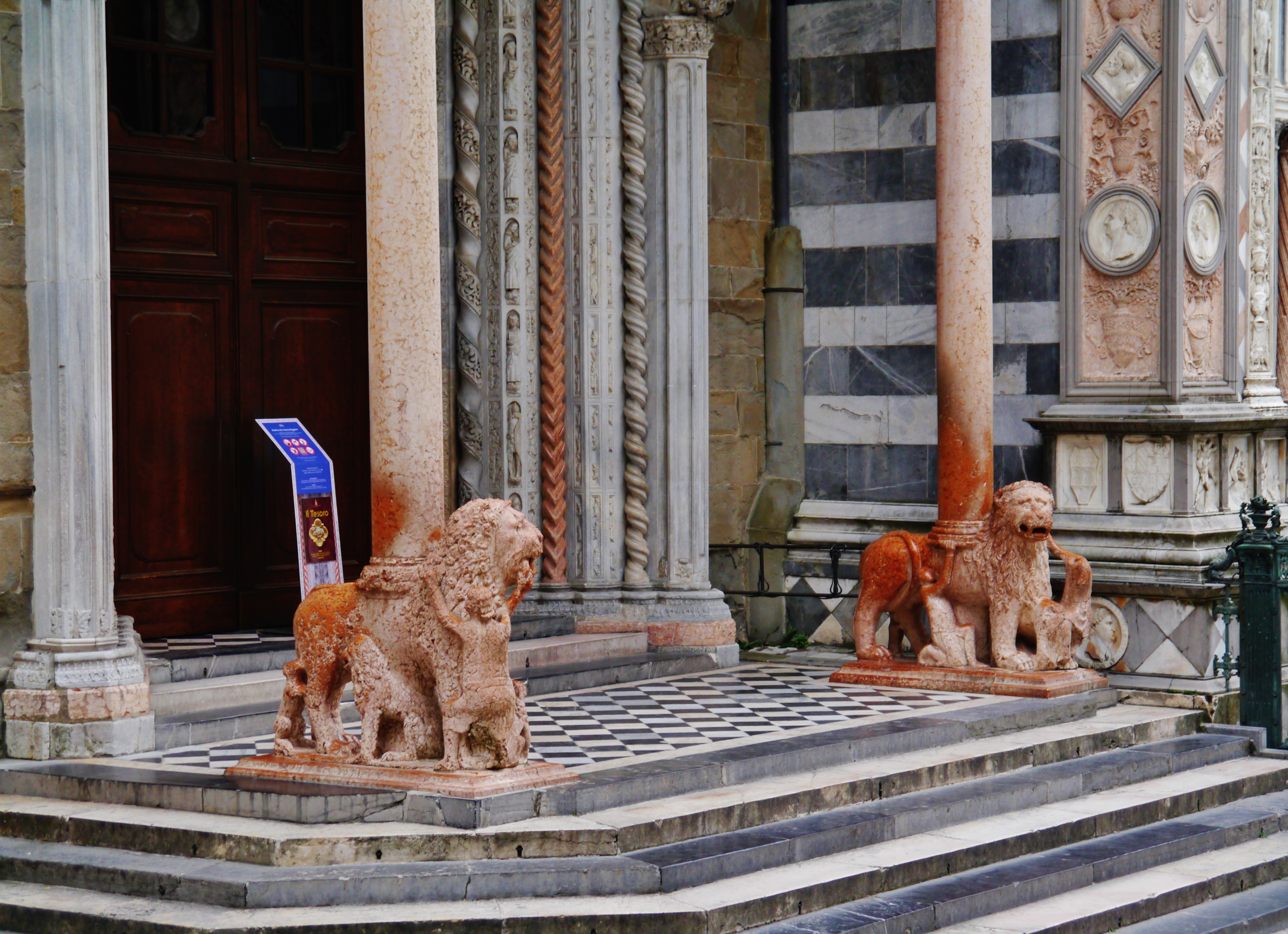
Leoni stilofori, protiro del portale nord della Basilica di Santa Maria Maggiore, Bergamo, XII secolo.
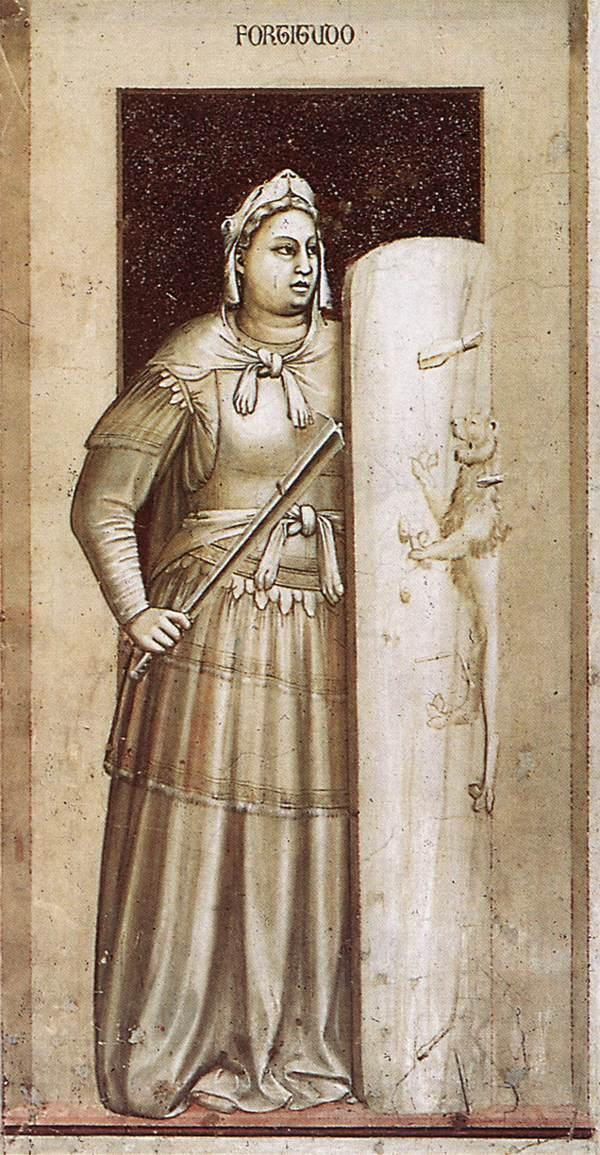
Giotto, allegoria della Fortezza, Cappella degli Scrovegni, Padova, inizio XIV secolo,
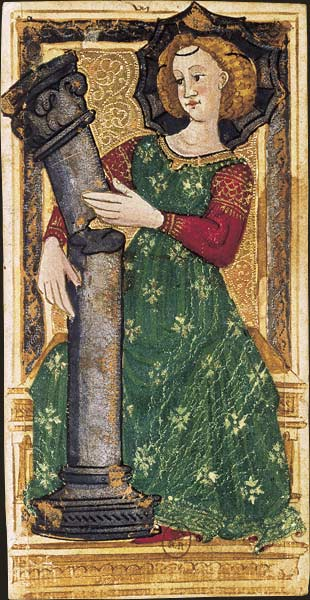
La Fortezza nei Tarocchi detti di Carlo VI, Bibliotheque National de France, provenienti forse da Ferrara, XV secolo.
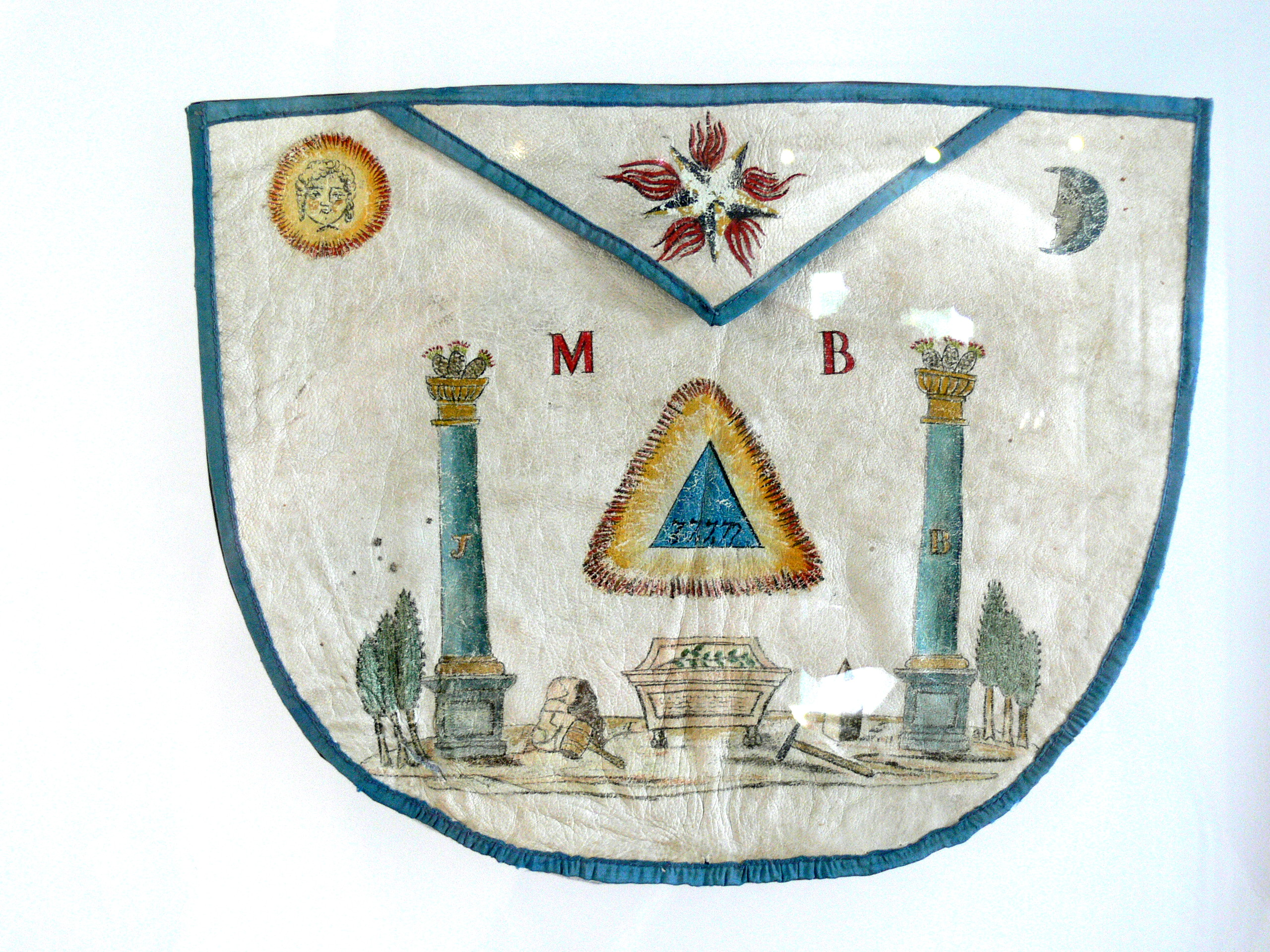
Le colonne Jakim e Boaz in un grembiule massonico, museo della Massoneria di Rosenau Schloss, Zwettl-Niederösterreich.